# Chiesa di San Bernardino degli Osservanti
La chiesa di san Bernardino degli Osservanti è un luogo di culto cattolico di Crema. È nota anche come san Bernardino degli Zoccolanti, auditorium Bruno Manenti o, più raramente, san Bernardino in Città per distinguerla da quella dell'omonimo quartiere.

## Origini

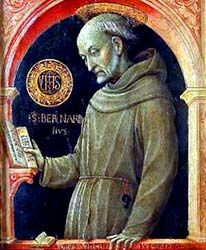
San Bernardino da Siena

Le origini vanno fatte risalire alla solenne predicazione che Bernardino degli Albizzeschi, meglio noto come Bernardino da Siena, compì a Crema nell'autunno dell'anno 1421. L'orazione colpì molto l'opinione pubblica tanto da essere citata dagli storici locali Pietro Terni e Alemanio Fino.
Lo stesso Bernardino da Siena nella predica XII del Campo di Siena (1427) cita Crema quale esempio di riappacificazione: il capostipite della signoria dei Benzoni, il guelfo Venturino aveva cacciato da Crema i ghibellini. Il successore Giorgio, offrendosi come vassallo a Filippo Maria Visconti continuò a perseguitare la parte avversa ma nella notte dell'intervento di Bernardino le due fazioni si riappacificarono. Una tregua, ad ogni modo, breve: nel 1423 alla caduta di Giorgio Benzoni le lotte ripresero.
Durante il suo passaggio a Crema Bernardino da Siena ebbe modo anche di fondare il convento di Santa Maria de Supravalle a Pianengo, dipendente della Provincia degli Osservanti di Brescia. La Provincia istituì, quattro anni dopo la canonizzazione, una filiazione individuando l'area in una zona al di là del fiume Serio presso Crema. Questo convento non durò a lungo: fu demolito nel 1514 affinché non vi si asserragliasse nel 1514 Prospero Colonna, uno dei comandanti della coalizione tra ducato di Milano, impero spagnolo e confederazione elvetica che cinse d'assedio per molti mesi la città. Renzo da Ceri, che difese Crema per la repubblica di Venezia, aveva ordinato di abbattere alberi e abitazioni attorno alle mura, ma il suo provvedimento inizialmente risparmiò chiese e conventi.
L'anno successivo la Provincia degli Osservanti chiese di poter istituire un nuovo convento all'interno delle mura di Crema: la richiesta fu concessa, forse anche quale sorta di compensazione per la struttura perduta fuori città. Agli Osservanti venne ceduta un'area a nord della piazza Maggiore e nel 1518 iniziò la costruzione del complesso. I fedeli contribuirono generosamente: monastero e chiesa furono realizzati in soli 16 anni.

## Vicende storiche

### Il monastero

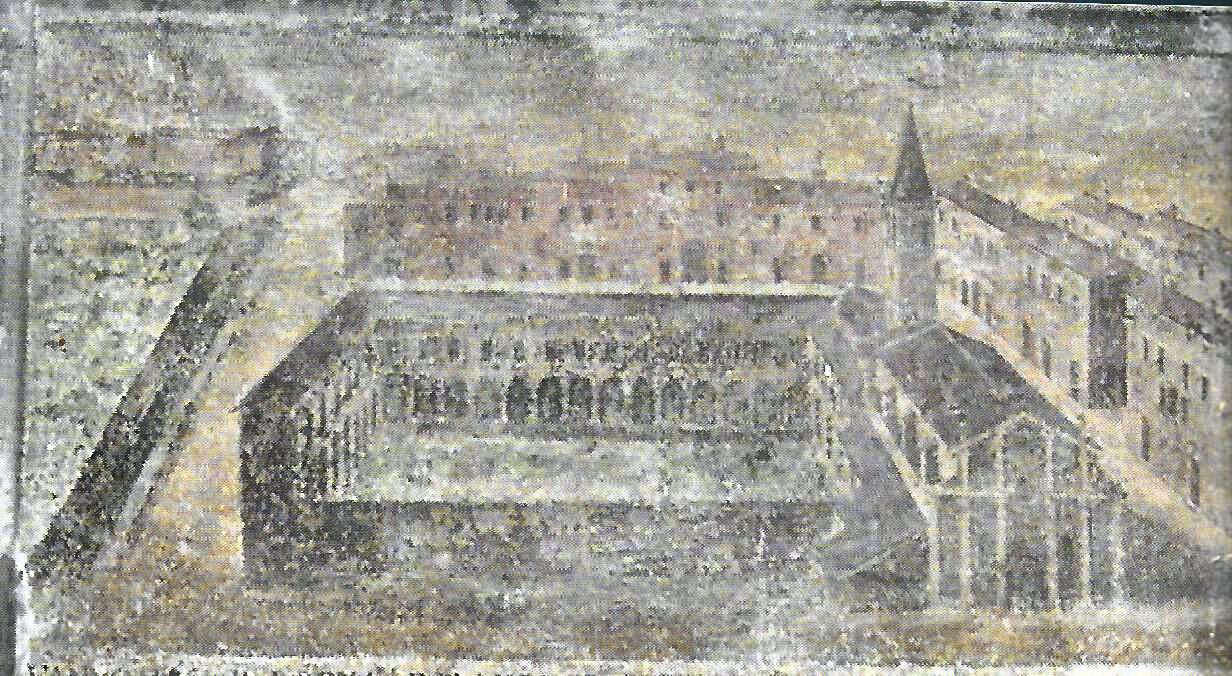
Affresco della chiesa e del convento di San Bernardino di Crema, collocato nel chiostro sud del convento di San Giuseppe a Brescia.

Ad un primo chiostro realizzato a ridosso della chiesa ne fu aggiunto successivamente uno di maggiori dimensioni così come si rileva in un affresco datato 1610 e conservato in un chiostro del convento di San Giuseppe a Brescia, lungo il quale sono raffigurati tutti i conventi della Provincia degli Osservanti. Successivamente ne fu realizzato un terzo tra le vie oggi denominate via Cesare Battisti e via Giovanni Bottesini.
Non sono segnalati eventi significativi fino al 1810, l'anno delle soppressioni napoleoniche. Il convento passò al demanio e la chiesa venne dichiarata sussidiaria della cattedrale. L'ex monastero fu acquistato da Giambattista Pisani che poi lo rivendette ad un gruppo di nobili che avevano l'intenzione di fondare un educandato femminile. Furono presi contatti con suor Maria Crocifissa Di Rosa, la religiosa fondatrice delle Ancelle della Carità e l'istituzione poté essere avviata. L'educandato fu soppresso nel 1972, l'anno in cui furono fondate una scuola dell'infanzia ed una scuola primaria paritarie, gestite dallo stesso ordine religioso fino all'anno 2000, quando le strutture scolastiche furono cedute alla Fondazione "Carlo Manziana", successivamente mese in vendita nel 2023.

### La chiesa

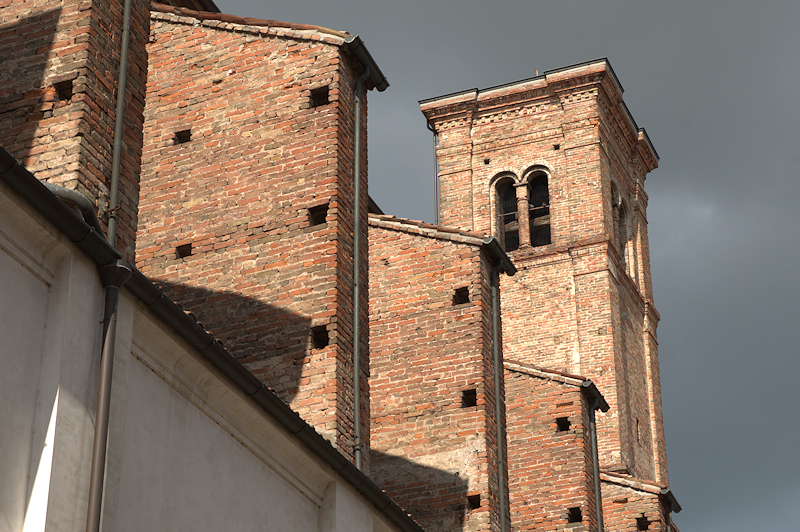
I contrafforti e il campanile.

La struttura generale della chiesa è sostanzialmente la medesima, così come progettata nel XVI secolo. Nei due secoli successivi si provvide, in particolar modo, alla decorazione interna e l'allestimento degli altari.
Nel 1580 fu collocato un organo Antegnati in fondo all'abside, poi parzialmente rifatto dai Serassi, quindi da Pacifico Inzoli nel 1884.
Nel 1802 la Chiesa subì consistenti guasti a seguito del terremoto di Soncino: il danno più rilevante fu la caduta di parte dell'intonaco dell'arco trionfale.
Nel 1809 fu smantellata la cuspide del campanile per permettere l'installazione di un telegrafo ottico, poi smontato nel 1814.
A metà del secolo risultavano evidenti problemi di staticità per la presenza di fessurazioni, fenditure e crepe, tali da rendere necessario un intervento. Tra il 1868 e il 1869 gli ingegneri Carlo Donati de' Conti prima e Luigi Re poi condussero importanti restauri, cui seguì il rifacimento del pavimento e la ridecorazione interna ad opera di Luigi Manini.
Nel 1887 fu installato sull'altare maggiore un tronetto marmoreo proveniente dalla Chiesa della Santissima Trinità. Altri lavori di restauro seguirono nel 1910 e tre anni dopo vi venne collocata sulla controfacciata la cassa lignea dell'organo proveniente dalla cattedrale.
Altri restauri furono compiuti negli anni 1994-1996.
La chiesa è tuttora consacrata e vi si celebrano le funzioni religiose nei periodi in cui la cattedrale è chiusa per restauri. Per la sua dimensione è adibita anche ad auditorium dedicato al filantropo Bruno Manenti permettendo così l'allestimento di manifestazioni culturali, in particolar modo concerti di musica classica e religiosa. La cerimonia dell'inaugurazione a questa nuova funzione fu allestita il 13 marzo 1996 al termine di un complesso restauro conservativo.

## Caratteristiche
La chiesa è visibile solo per due lati. La facciata è ampia ma pressoché priva di decorazioni; sottili lesene la dividono in cinque parti: in quella centrale trova posto il portale sopravanzato da un semplice arco; le parti laterali presentano aperture monofore poste su differenti livelli. Nella parte alta una semplice trabeazione è interrotta da una finestra circolare sopra la quale è posta una sorta di timpano che copre solo le tre parti laterali; il raccordo con le parti più esterne della facciata avviene tramite volute. La facciata è totalmente intonacata e imbiancata.
Il fianco meridionale è intonacato, diviso da lesene sulle quali si appoggiano i contrafforti in mattone a vista che sostengono le pareti dell'aula più alta della copertura delle cappelle laterali.
Anche il campanile è in mattone a vista, con sottili lesene angolari e cornicioni aggettanti che lo dividono in tre corpi. L'ultimo contiene la cella campanaria con aperture a bifora e sormontata da una cornice a dentelli. Vi sono installate cinque campane, delle quali due opera del cremasco Andrea Crespi e risalenti al 1804, le altre tre furono ripristinate nel 2008, realizzate da Emanuele Allanconi di Bolzone, in sostituzione di quelle mancanti requisite durante il secondo conflitto mondiale. Le tonalità sono: Do4, Fa4 (le due campane Crespi), Sib3, Re4, Mib4 (le tre campane Allanconi).

## L'interno

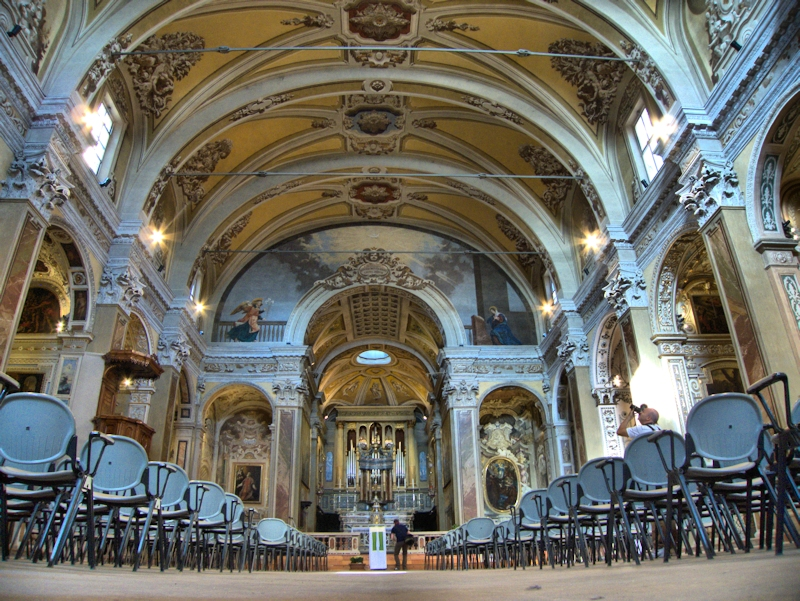
L'interno

La chiesa è a navata unica di forma rettangolare e di dimensioni generose considerata la popolazione di Crema nel Cinquecento, ma giustificabile dall'elevato concorso di popolo che attiravano le predicazioni francescane; di fatto la chiesa di San Bernardino degli Osservanti è la seconda per dimensione dopo la cattedrale nella diocesi di Crema. La pianta è rettangolare con sei cappelle laterali per lato. Il presbiterio è stretto e profondo ed affiancato a sua volta da una cappella per lato.
Le cappelle hanno una volta a vela ed arco esterno a tutto sesto, divise l'una dall'altra da lesene aggettanti che terminano con capitelli corinzi. Le lesene sostengono una cornice superiore molto elaborata con greche e fogliame, sulla quale si innesca la volta a botte che presenta sei lunette per lato con tre finestre per dar luce all'aula.
La decorazione è opera di Luigi Manini, agli esordi della sua carriera di pittore e scenografo: disegnò finti costoloni a crociera, rosoni, candelabri, ombreggiature.

### Parete sinistra
Cappella di san Bonaventura. Divenne patronato della famiglia Vimercati nel corso del XVII secolo, la quale commissionò a Tomaso Pombioli la pala d'altare raffigurante la Madonna col Bambino, san Bonaventura e san Francesco. È una composizione "a rombo": al vertice superiore sulle nuvole e circondata da angeli è posta la Madonna col Bambino, circondata da un alone di luce. Al vertice inferiore è posto un angioletto che mostra un libro con scritto il messaggio missionario francescano. Ai lati i due santi: a sinistra san Bonaventura che indossa un saio ed un piviale ed è dotato delle insegne pastorali; a destra san Francesco, nella semplicità di un saio. La pala è affiancata da capitelli in stucco che sorreggono un timpano spezzato con festigio e stemma Vimercati e la scritta DIVO BONAVENTURAE SACRUM. L'altare è in marmo grigio, rosso e nero del Belgio . Sopra il tabernacolo una nicchia conserva il capo di san Fermo. Si fa risalire l'apparato decorativo del resto della cappella alla bottega di Luigi Manini.

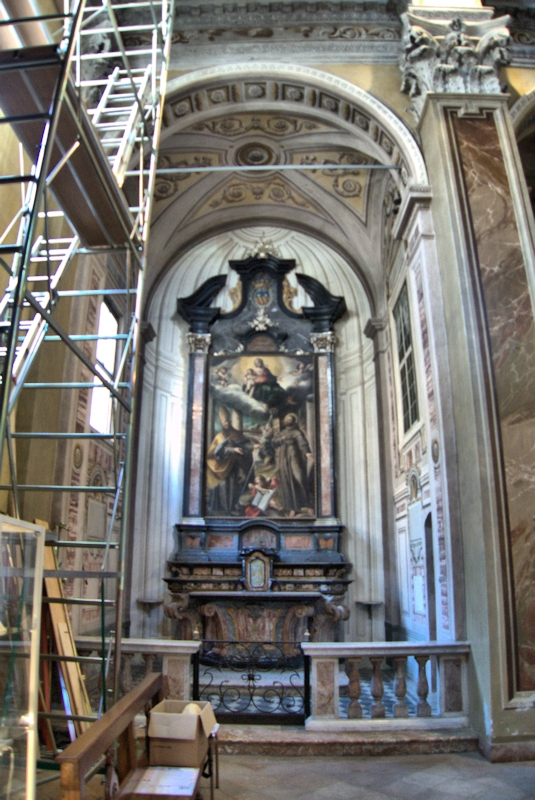
La cappella di san Bonaventura.
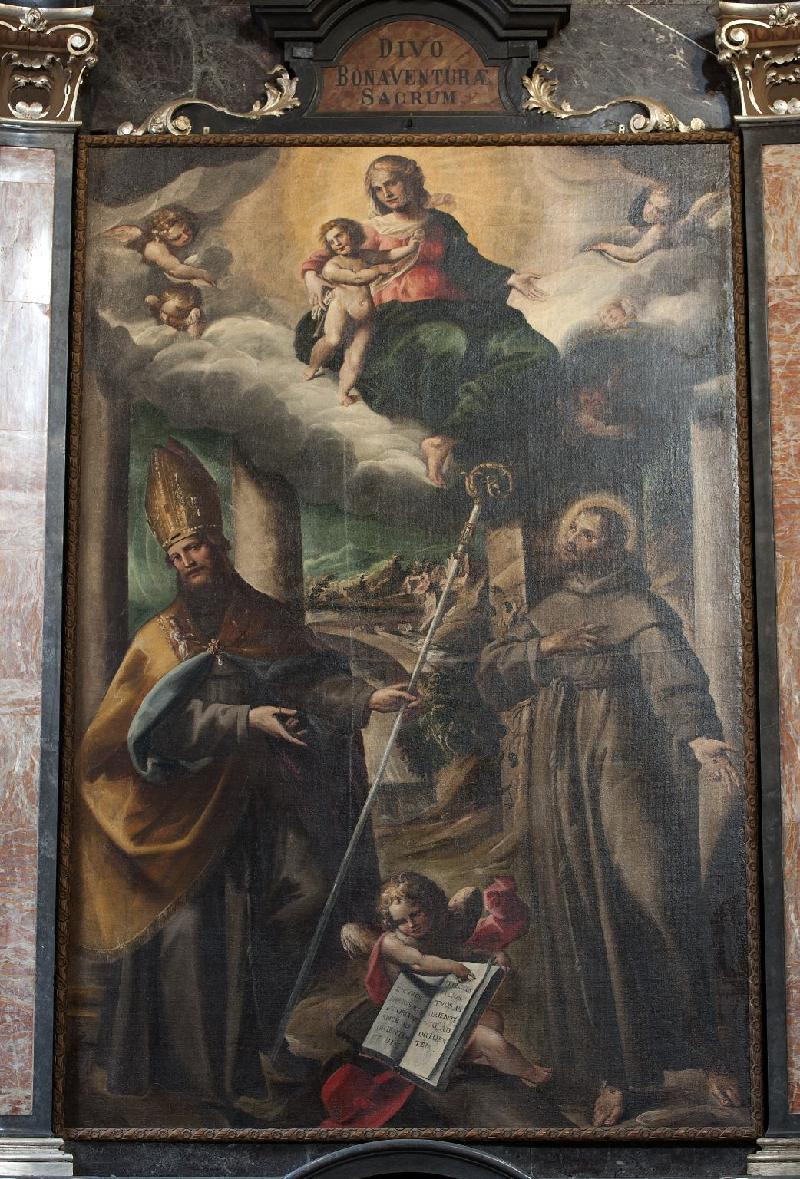
Tomaso Pombioli, Madonna col Bambino, san Bonaventura e san Francesco olio su tela, ca. 1625-1636.

Cappella di san Diego di Siviglia. Con atto del 1593 il patronato della cappella fu assegnato alla famiglia Griffoni di Sant'Angelo che commissionarono la pala d'altare a Aurelio Gatti: essa raffigura San Diego e due santi Francescani che adorano la Madonna. Ha una composizione particolare, come se fosse divisa in diagonale: nel triangolo superiore destro la Madonna, in aurea di luce e posta sopra una nuvola col bambino, è attorniata da una folla di angioletti e due volti di santi francescani non identificati. In basso a destra ve ne sono altri tre isolati che tengono uno spartito, metafora del canto delle lodi a Dio. Il triangolo inferiore sinistro è molto più cupo e all'interno si evidenzia san Diego con lo sguardo estatico rivolto verso la Madonna; indossa un semplice saio e ha in mano una croce. L'altare è in marmi policromi con intarsiato il volto di san Diego. Alle pareti due quadri di Tomaso Pombioli: l'Annunciazione e la Madonna con i simboli delle sacre scritture. La decorazione della cappella è firmata da Fruttuoso Spagnoli e datata 1759.

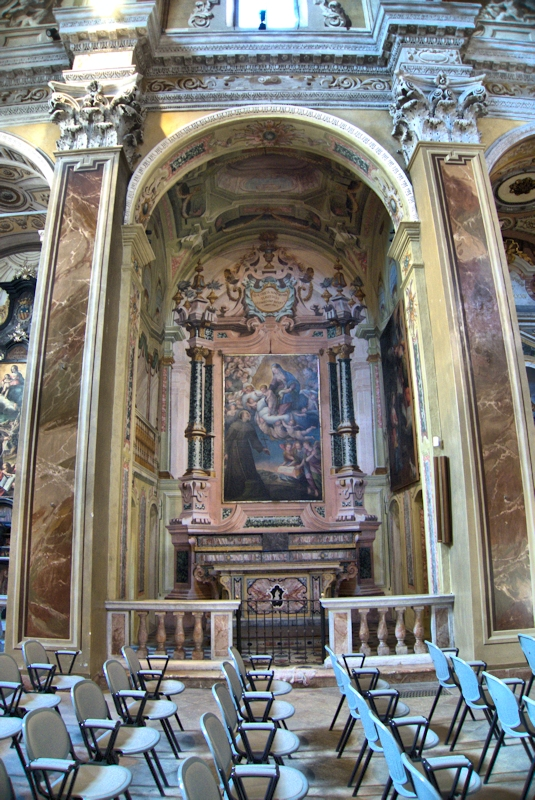
La cappella di san Diego
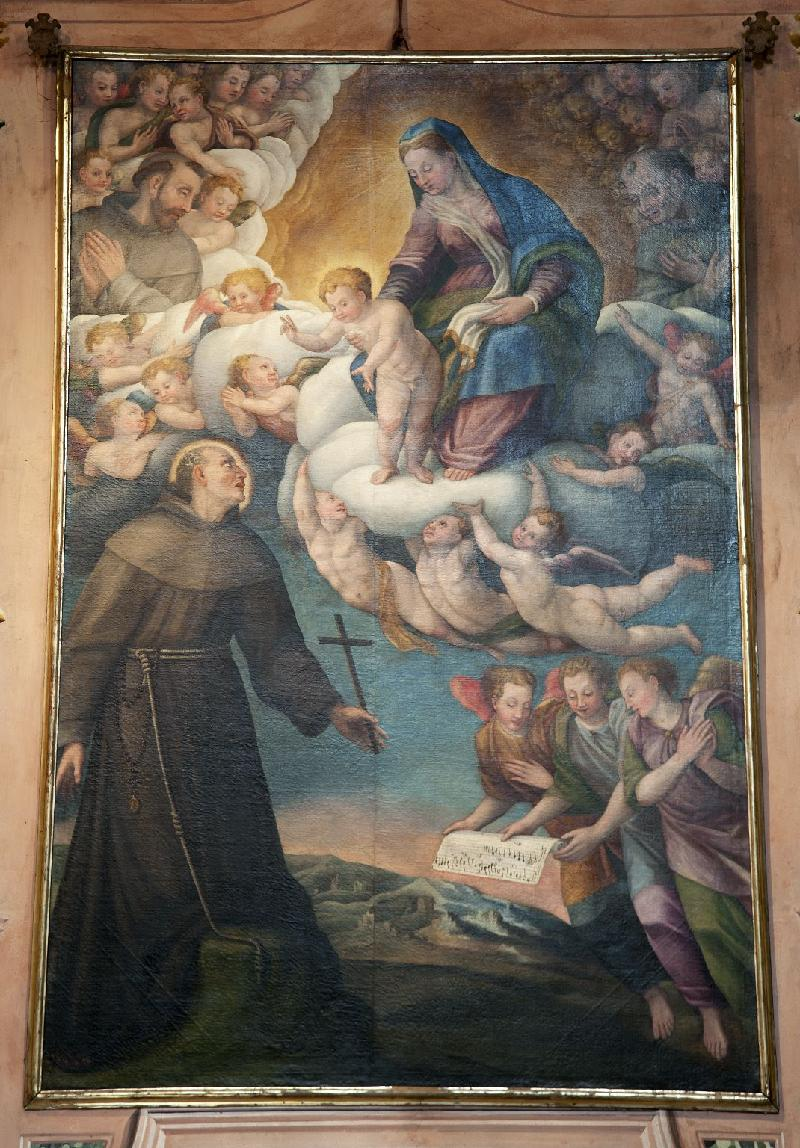
Aurelio Gatti, San Diego e due santi Francescani che adorano la Madonna olio su tela, ca. 1550-1559.

La cappella di san Giuseppe. Ha subito varie intitolazioni: dapprima era dedicata alla Vergine, quindi sotto il patronato della famiglia de Marchi fu dedicata a sant'Eligio; dal 1868 è intitolata a san Giuseppe. Ha un altare in marmi policromi sopra il quale si eleva il dossale con la statua ottocentesca del santo di autore ignoto. Alle pareti laterali sono appese due tele: la prima è una Natività di Giovanni Brunelli, commissionata dalla Congregazione di san Giuseppe come indicato in una dedica. Pure del Brunelli è la seconda tela raffigurante Sant'Eligio che distribuisce elemosine ai poveri. La decorazione della cappella è ottocentesca.

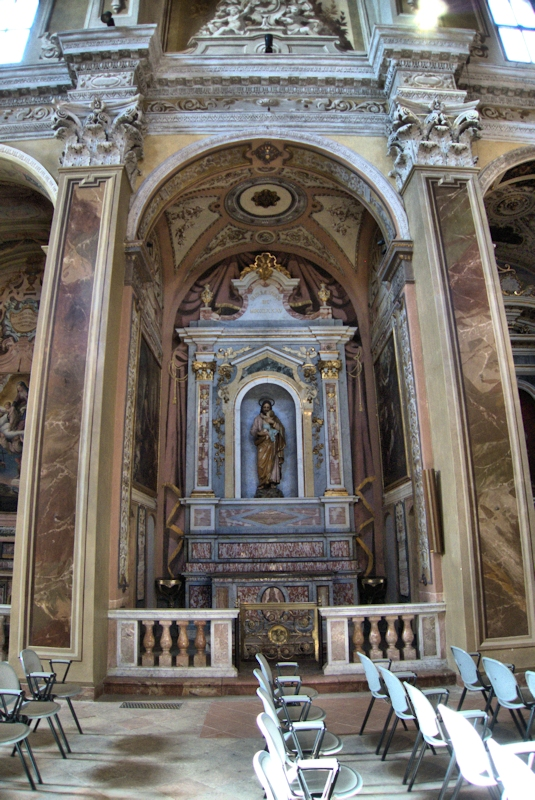
La cappella di san Giuseppe.
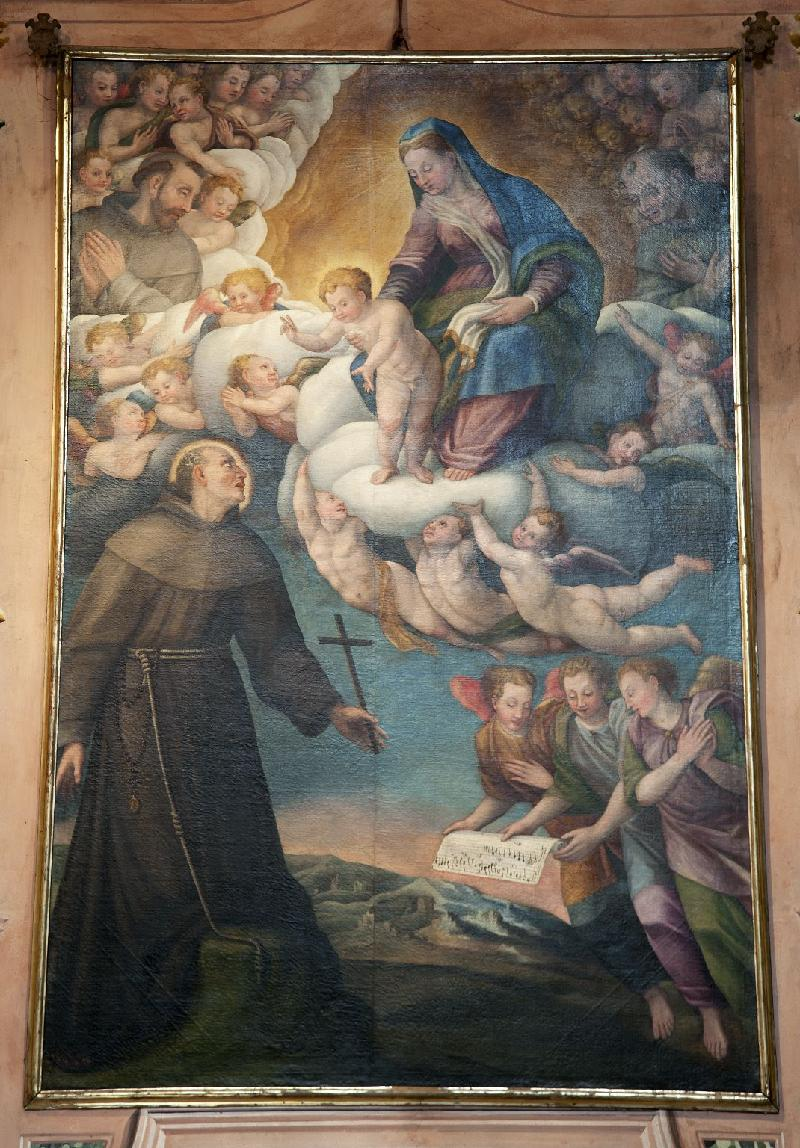
Giovanni Brunelli, Sant'Eligio che distribuisce elemosine ai poveri, olio su tela, ca. 1700-1710.

La cappella della Madonna. Dedicata inizialmente a san Giovanni Battista, quindi a san Marco sotto il patronato della fraglia dei tessitori, fu intitolata alla Madonna nel 1799, l'anno in cui fu collocato un nuovo altare in marmo rosso di Verona, sopra la quale è posta la statua raffigurante la Donna dell'Apocalisse, probabile opera di Giacomo Bertesi. La decorazione è prevalentemente secentesca e realizzata da Carlo Antonio Barbelli (figlio del più noto Gian Giacomo) il quale era anche abile plastificatore. Rappresenta la celebrazione della vita e del martirio di san Marco, grazie a, telette e riquadri; di questi ultimi alcuni furono modificati nell'Ottocento rappresentando alcuni titoli della Madonna. Le tele rappresentano: San Marco predica e guarisce gli infermi, San Marco colpito mentre celebra la messa, San Marco detta il Vangelo a san Pietro, San Marco trascinato dai carnefici.

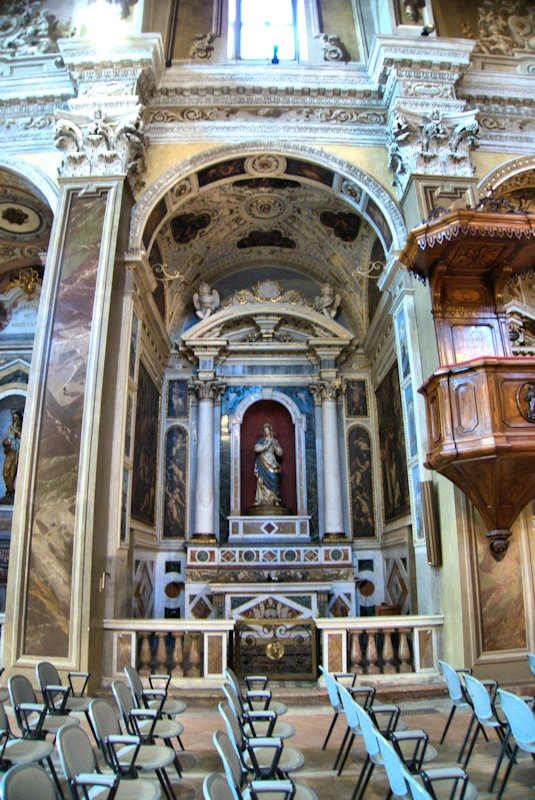
La cappella della Madonna.
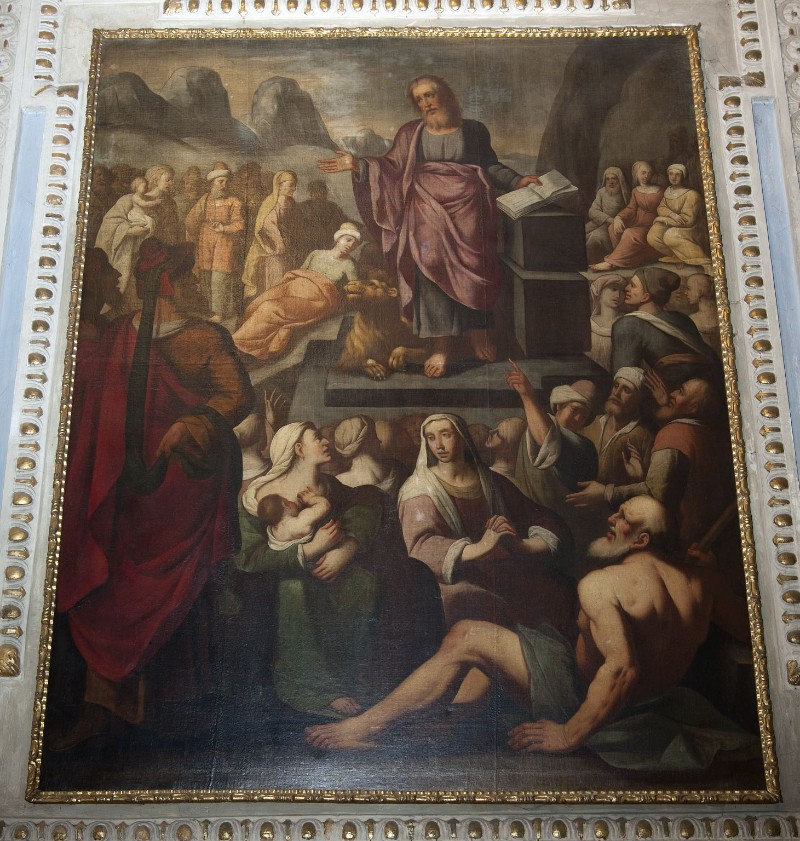
Carlo Antonio Barbelli, San Marco predica e guarisce gli infermi. olio su tela, ca. 1650-1684.
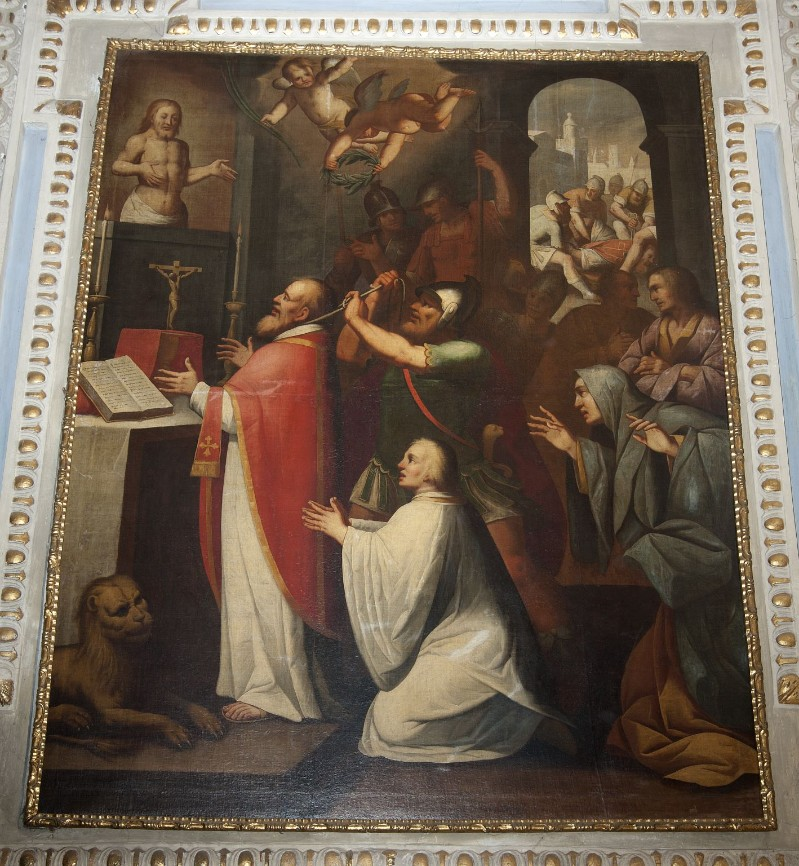
Carlo Antonio Barbelli, San Marco trascinato dai carnefici. olio su tela, ca. 1650-1684.

La cappella di sant'Antonio di Padova. Originariamente dedicata alla Madonna, fu intitolata a sant'Antonio nel corso del XVII secolo quando venne sostanzialmente rivisto l'intero apparato pittorico e decorativo ad opera di Gian Giacomo Barbelli e del plastificatore Antonio Prandi. In evidenza per collocazione e dimensione è la pala d'altare, Sant'Antonio col Bambino Gesù. Il santo vestito col semplice saio scuro e con un'espressione mistica contrasta con le bianche carni del bambino, mentre cala dall'alto una forte luce. Ai bordi della tela è dipinta una schiera di angioletti. Nella cappella si trovano altre raffigurazioni che il Barbelli dedicò al santo: alla parete sinistra la tela di Sant'Antonio che guarisce un ammalato e un lunotto affrescato, Sant'Antonio resuscita un bambino annegato; alla parete destra: la tela di Sant'Antonio che guarisce con il cordone una donna e il lunotto raffigurante Sant'Antonio mentre riattacca la gamba ad un giovane. La volta presenta decorazioni a stucco con angeli affrescati. L'altare è in marmo bianco con intarsi e sostiene due colonnine che contengono la pala d'altare e sostengono un timpano, all'interno del quale è posto un cartiglio con il responsorio di sant'Antonio.

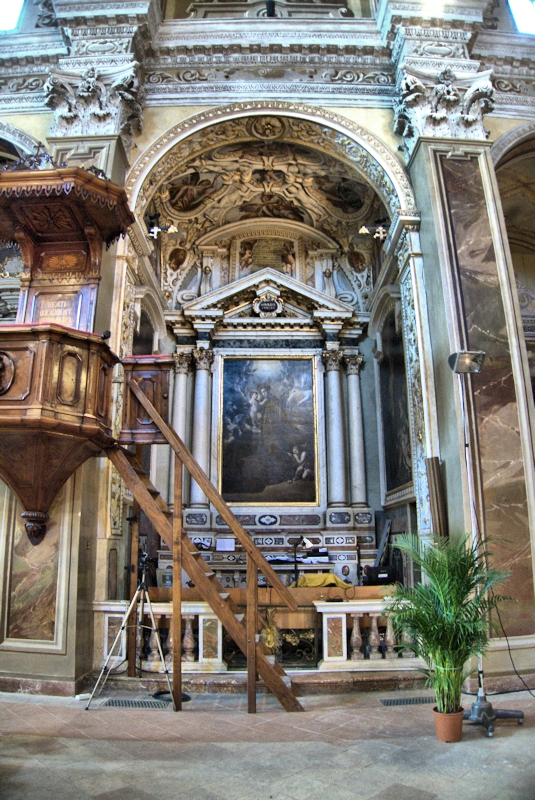
La cappella di sant'Antonio di Padova.
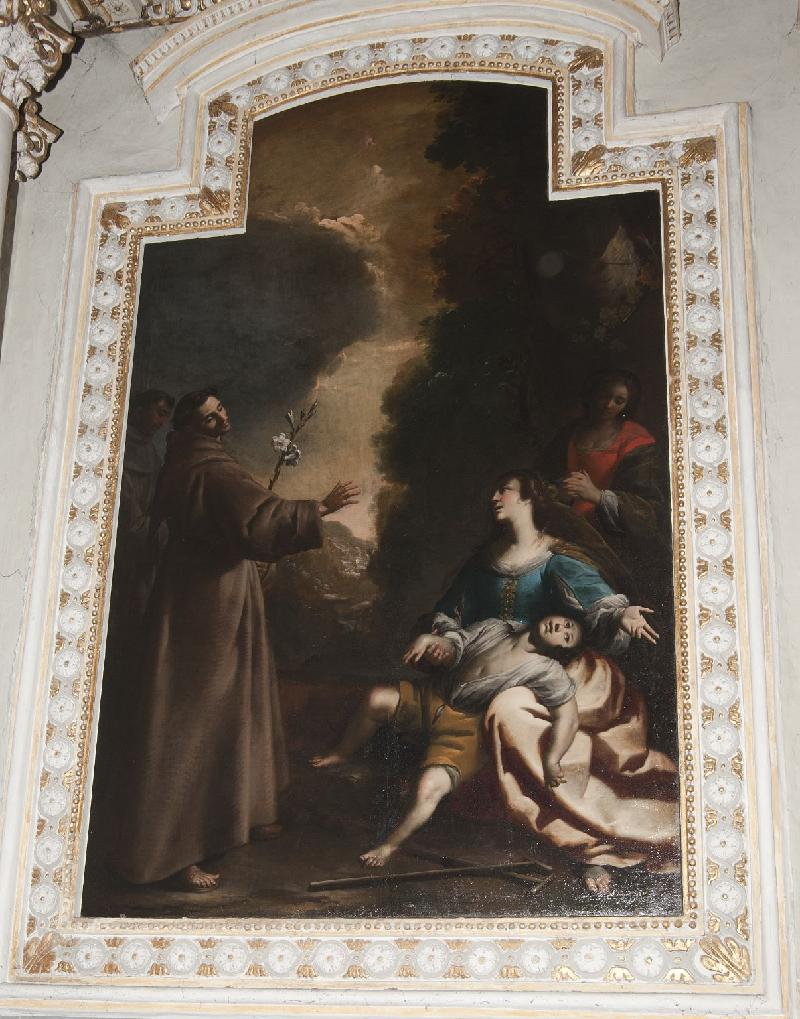
Gian Giacomo Barbelli, Sant'Antonio resuscita un bambino annegato, olio su tela, ca. 1650-1684.
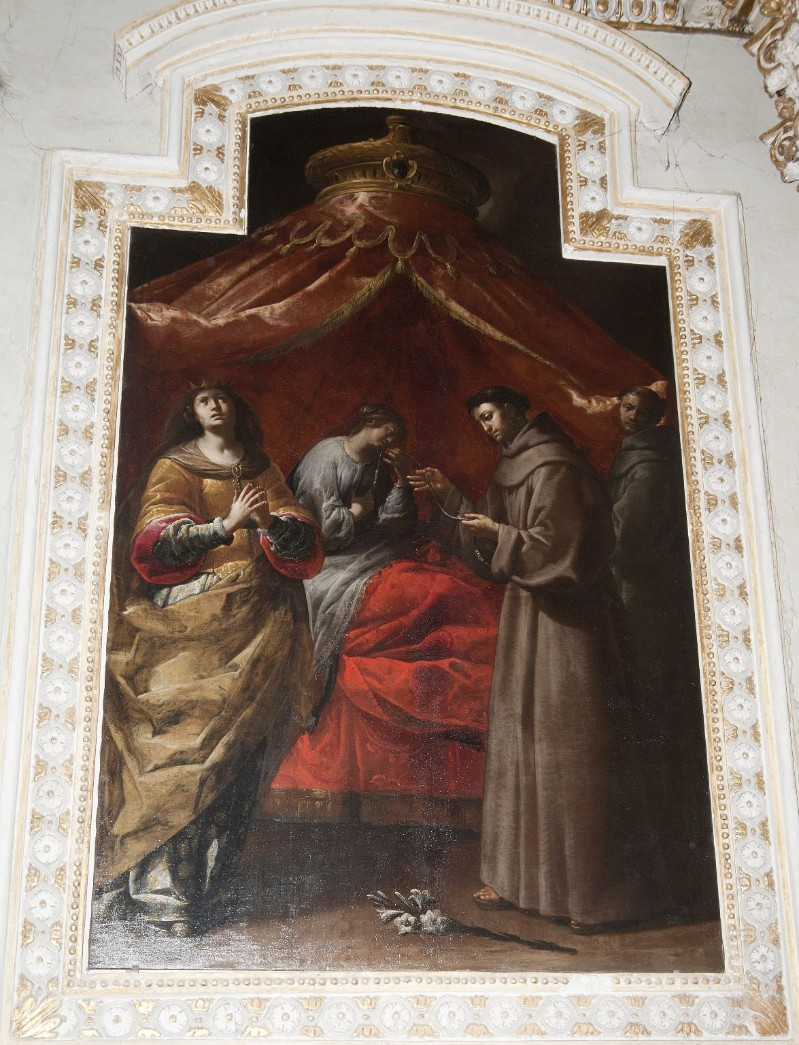
Gian Giacomo Barbelli, Sant'Antonio che guarisce con il cordone una donna, olio su tela, 1651.
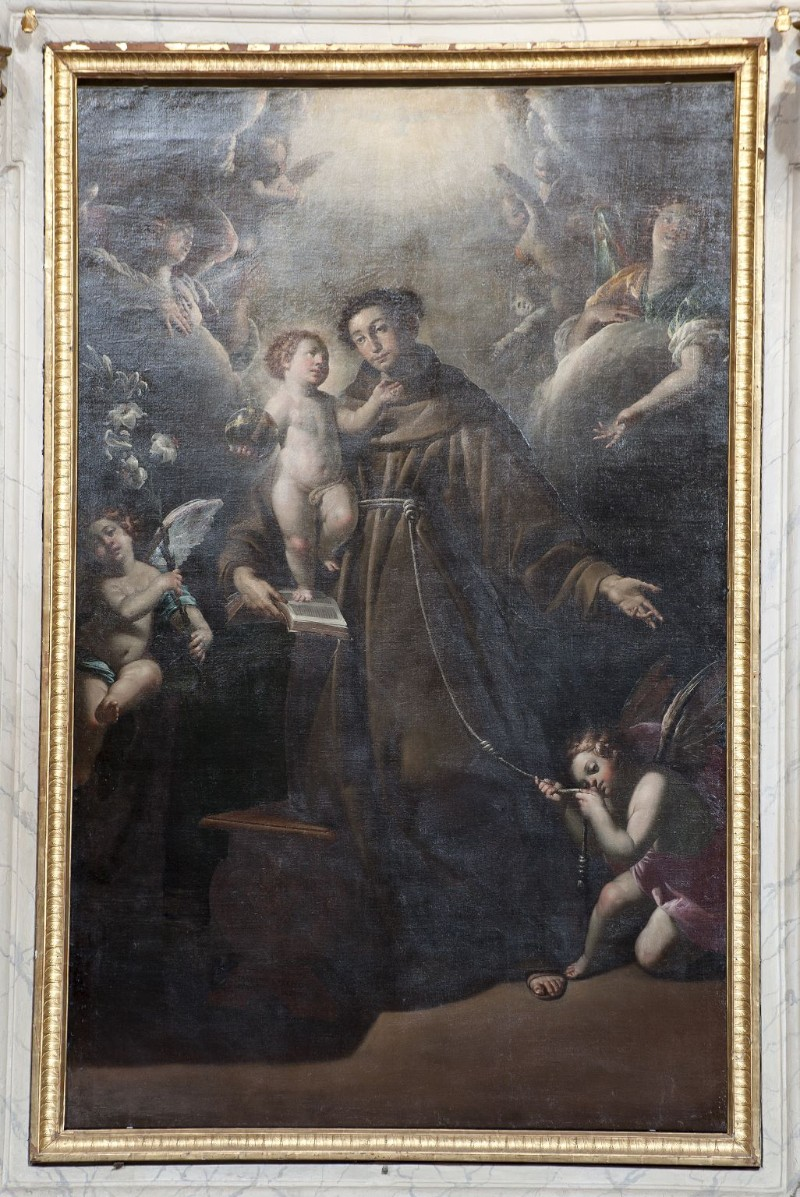
Gian Giacomo Barbelli, Sant'Antonio col Bambino Gesù, olio su tela, 1651.

La cappella di san Pietro d'Alcántara. Ha un altare secentesco e presenta numerose tele realizzate da Giovan Battista Lucini. La pala d'altare raffigura San Pietro d'Alcántara e san Bernardino da Feltre, i santi che istituirono il monte di pietà: è una tela dai contrasti molto accesi tra le tonalità cupe delle vesti e della vegetazione in rapporto alla forte luce che illumina i due santi dall'alto. Alla parete sinistra è collocata la tela raffigurante santa Rosa da Lima, forse proveniente dall'ex chiesa di san Domenico; vi si ravvisano le modalità pittoriche del Lucini presenti nella pala d'altare, con contrasti cromatici molto vivi. È probabile che la tela risalga a poco dopo il 1671, l'anno in cui papa Clemente X proclamò santa Isabella Flores, detta Rosa. La seconda tela ci presenta Santa Margherita da Cortona e due santi Francescani: quest'opera è di autore ignoto.

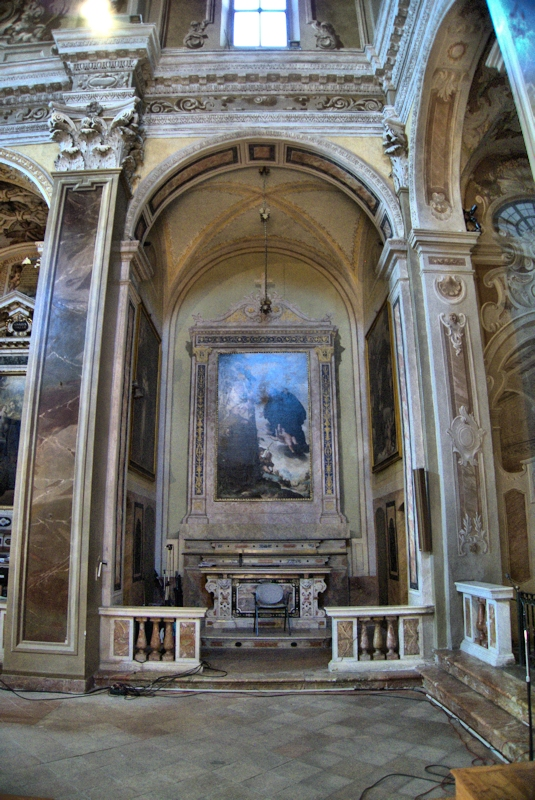
La cappella di san Bernardino da Feltre e san Pietro d'Alcántara.
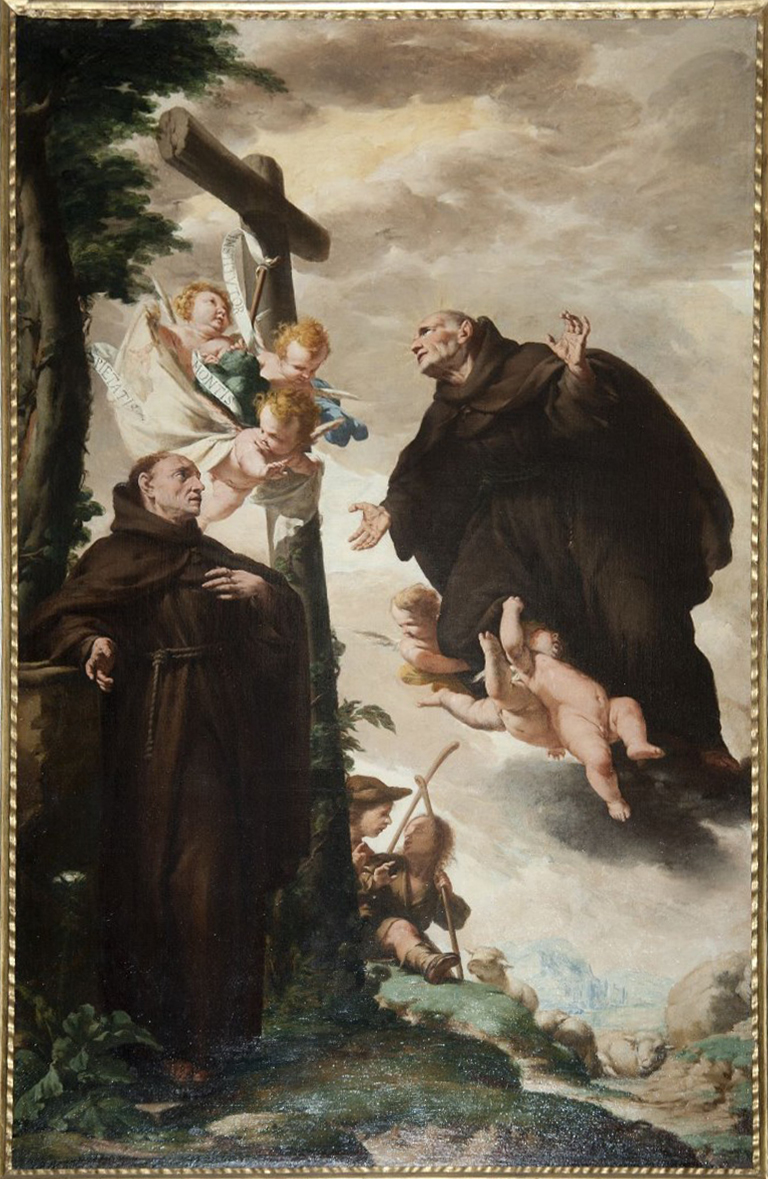
Giovan Battista Lucini, San Pietro d'Alcántara e San Bernardino da Feltre. olio su tela, ca. 1650-1686.
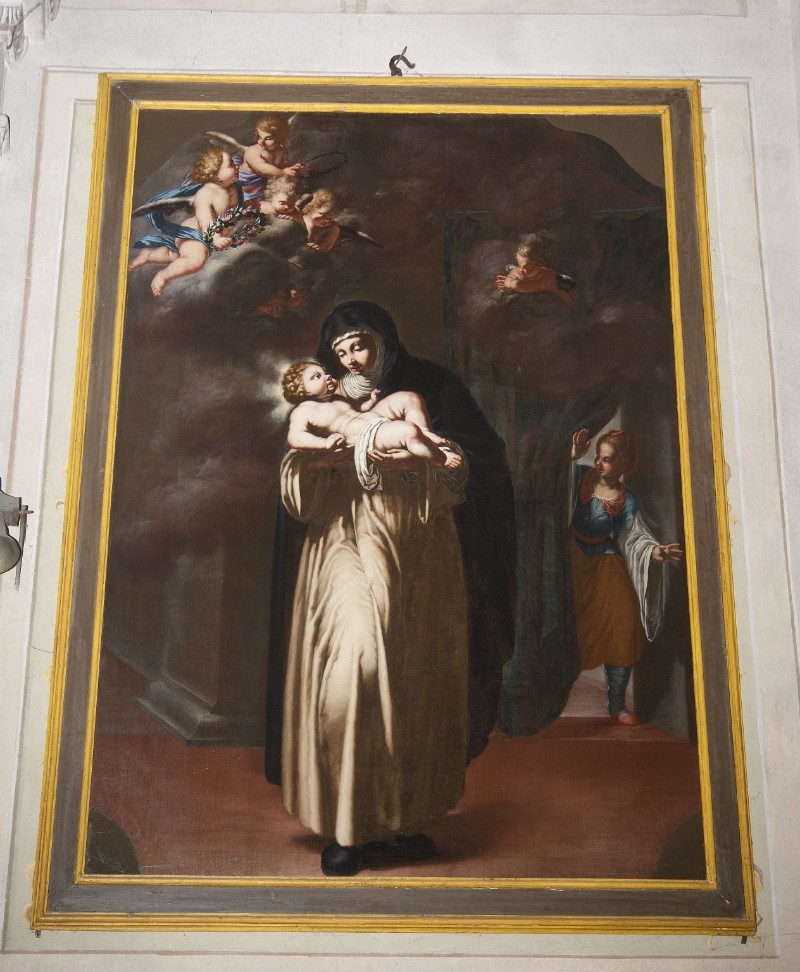
Giovan Battista Lucini, Santa Rosa da Lima. olio su tela, ca. 1670-1686
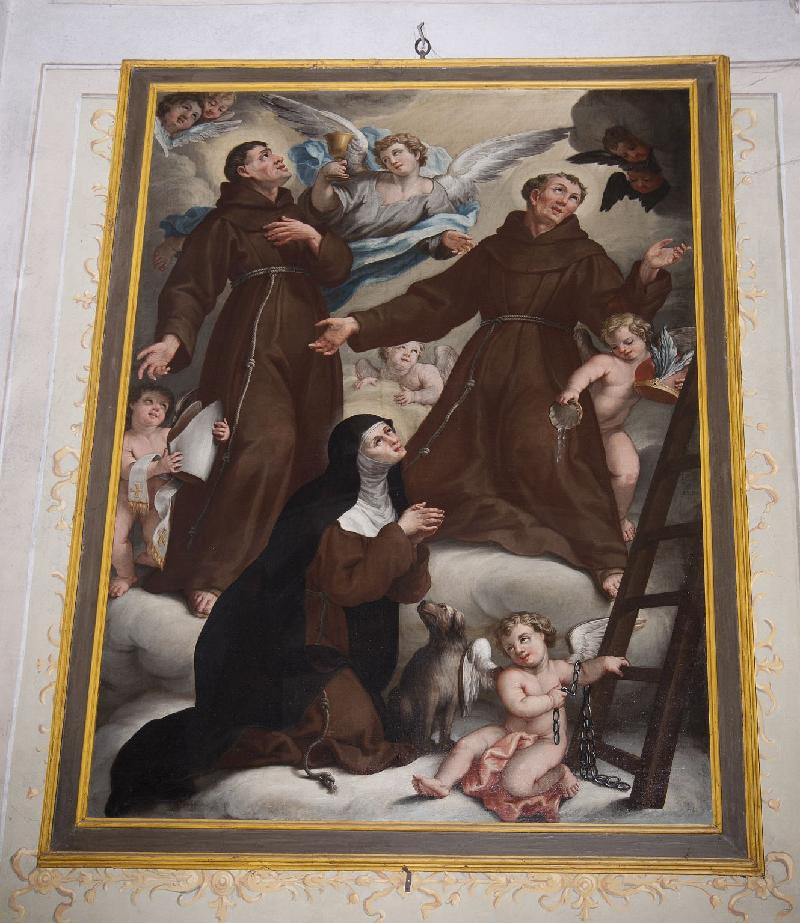
Scuola lombarda, Santa Margherita da Cortona fra due santi francescani. olio su tela, ca. 1650-1699.

### L'area presbiterale
La cappella di san Filippo Neri. Si trova a sinistra del presbiterio e inizialmente era dedicata a san Giovanni evangelista. La decorazione della cappella è opera di Lugi Manini: l'altare in marmi policromi intarsiati sostiene due colonne affrescate che reggono un elaborato festigio con l'epigrafe IN MEDIATIONE MEA EXARDESCIT IGNIS PS. 38. Le pareti laterali sono dipinte con medaglioni, ed archi che si aprono verso una finta stanza in prospettiva. Sopra l'altare secentesco in marmi policromi la pala d'altare è una copia del quadro di Guido Reni raffigurante La Madonna con il Bambino e san Filippo Neri, di autore ignoto.
La cappella del frate e del guerriero. Inizialmente dedicata a martiri francescani decapitati in Marocco nel 1227, sotto il patronato Baruffi, nel corso del XVIII secolo passò sotto il patronato Bondenti che la rifece completamente modificandone l'intitolazione dedicandola a san Giovanni da Capestrano e san Pasquale Baylón. I Bondenti commissionarono la decorazione a Giovanni Antonio Galliari che realizzò guarnizioni e drappeggi raffiguranti vasi, fiori, teste d'angelo, una cupola in perfetta prospettiva anticipata da una finta balconata curvilinea sulla quale sono seduti degli angioletti. Sopra l'altare in marmi policromi è posta la pala d'altare realizzata da Martino Cignaroli e raffigurante La Madonna e i santi Giovanni da Capestrano e Pasquale Baylón: si trova in una cornice ovale, probabilmente adattata, e si tratta di una scena dai colori vivaci e ricca di personaggi, soprattutto angioletti, ma dove emergono per imponenza i due santi francescani in basso e la Madonna illuminata in alto.

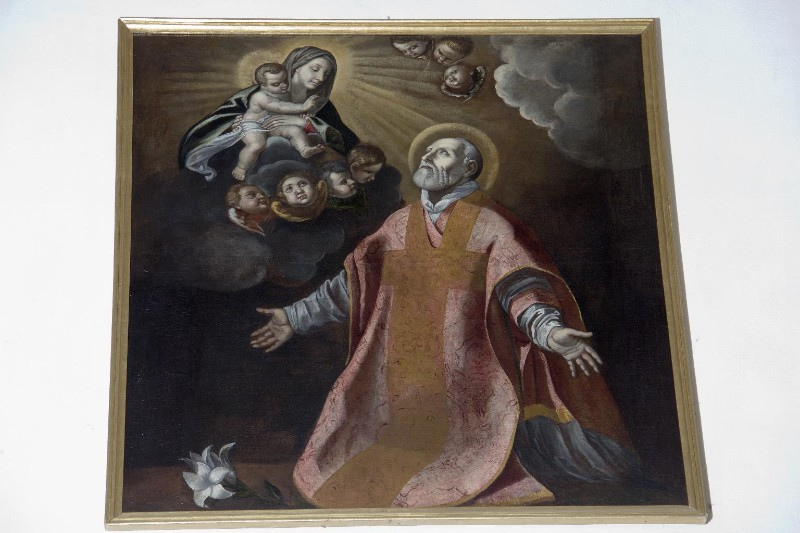
Autore ignoto, Madonna con il Bambino Gesù e San Filippo Neri (copia di Guido Reni), olio su tela, XIX secolo.
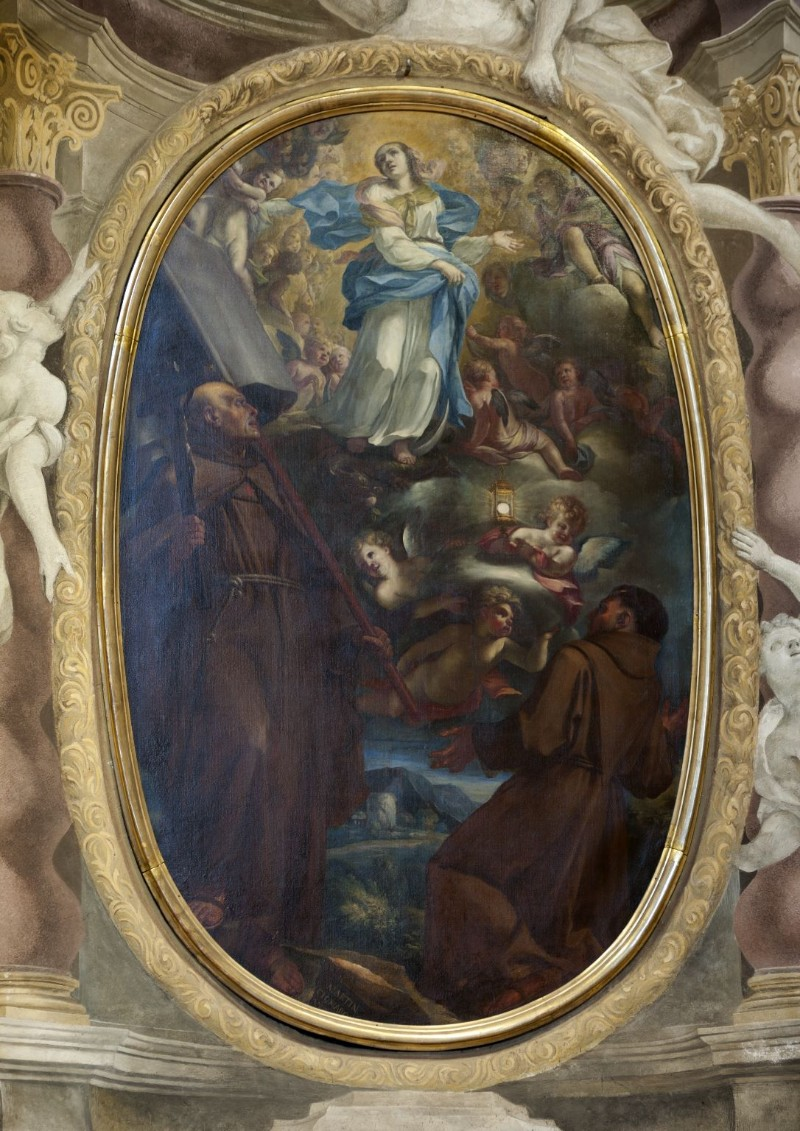
Martino Cignaroli, Madonna con Gesù Bambino tra San Giovanni da Capestrano e San Pasquale Baylon, olio su tela, ca. 1709-1724.

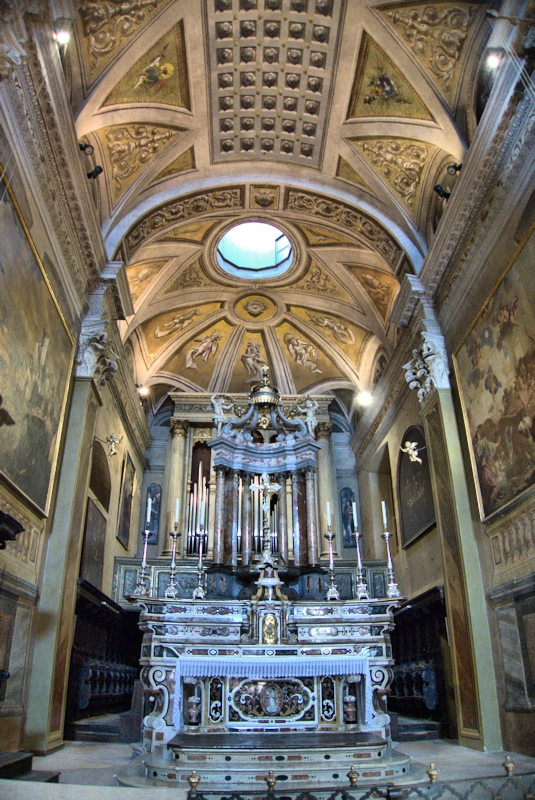
L'altare maggiore

Il presbiterio. È chiuso da una balaustra in marmo bianco, rosso di Verona e nero del Belgio, con al centro un cancelletto in ferro. Al centro è posto l'altare in marmi policromi con al centro la figura di san Bernardino. L'elaborato trono in stile barocco è settecentesco e proveniente dalla chiesa della santissima Trinità dalla quale fu acquistato nel 1886. Le pareti del presbiterio e del coro, nonché la volta a botte, sono state decorate dal Manini con finte balaustre, finestre, balconate aperte su finte prospettive e disegni geometrici. Alle pareti sono appese anche alcune tele delle quali due sono opere di Giovanni Battista Lucini a tema eucaristico e possono essere considerate una continuazione della serie che si trova nel duomo di Crema. La prima tela rappresenta il Miracolo di Torino e ricorda un fatto del 16 giugno 1453 quando un soldato delle truppe del duca Ludovico di Savoia, profanando una chiesa rubò l'ostensorio e l'ostia consacrata, quindi disceso a Torino il cavallo incespicò, cadde, il sacco con la refurtiva si aprì e l'ostia consacrata si elevò in volo per poi posarsi dentro un calice. La seconda tela rappresenta il Miracolo di Valencia avvenuto nel 1238, quando alcuno ostie seppellite furono ritrovate intrise di sangue. La terza tela è un'Ultima cena di Giovan Angelo Ferrario, una scena fortemente verista.

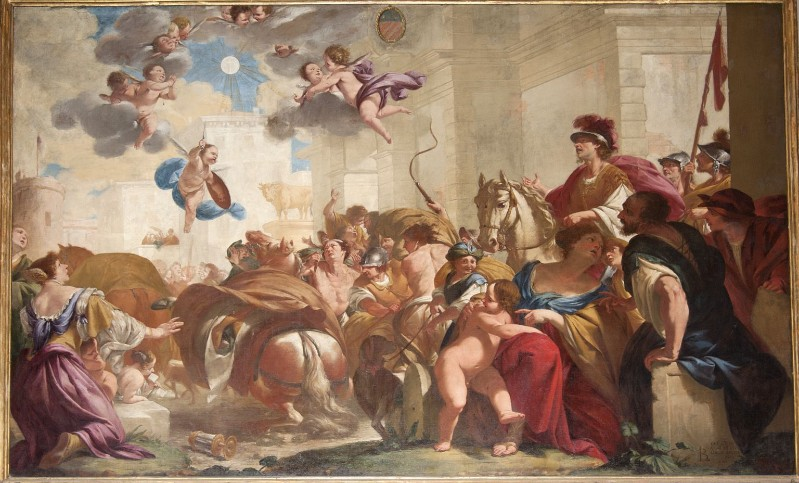
Giovanni Battista Lucini, Il miracolo di Torino, olio su tela, ca. 1650-1686.
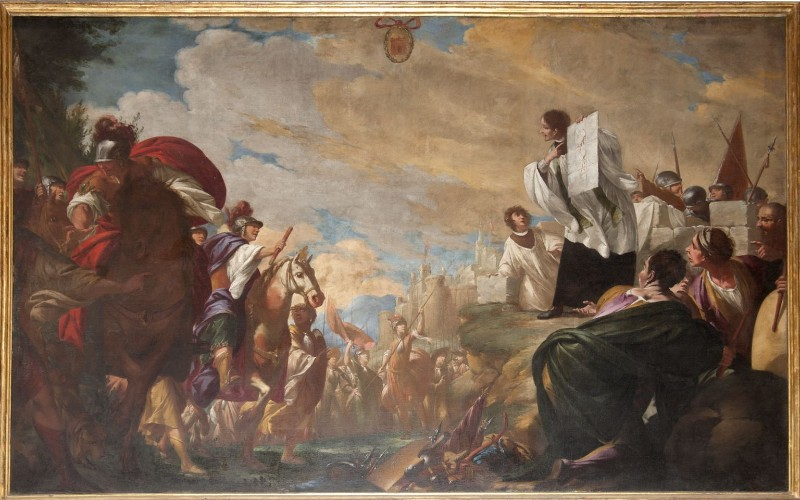
Giovanni Battista Lucini, Il miracolo di Valencia, olio su tela, ca. 1650-1686.
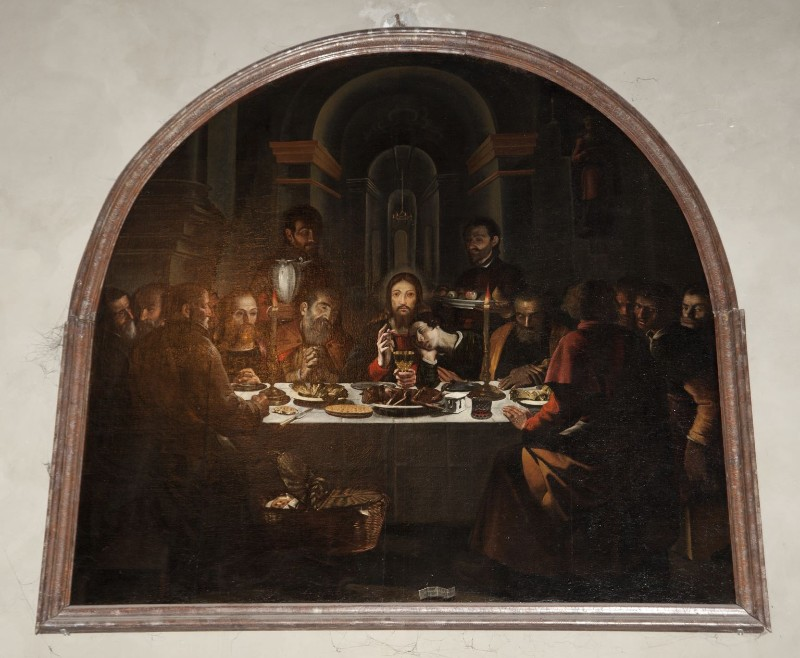
Giovanni Angelo Ferrario, L'ultima cena, olio su tela, 1625.

Il coro seicentesco è composto da venticinque stalli in legno di noce. Appoggiato alla parete di fondo, sopra il coro lungo la parete dell'abside, è collocato l'organo: si tratta di uno strumento originariamente realizzato dagli Antegnati (1580) ed ampliato dai Serassi nel corso del XVIII secolo; altri interventi l'ebbe per mano di Pacifico Inzoli nel 1884 e dai Tamburini nel 1994-1995.
L'arco trionfale. È di notevoli dimensioni e realizzato da Vincenzo Civerchio che raffigurò l'Annunciazione, ma oggi l'affresco appare ritoccato dal Manini che ripristinò quelle parti d'intonaco cadute durante la scossa del 1802. Vi sono presenti due figure: a sionista l'arcangelo Gabriele davanti ad una balaustra mentre sta per entrare nella casa di Maria, che si trova a destra dell'arco, inginocchiata dietro un leggio che sorregge il libro delle profezie. È assai probabile che al centro dell'arco trionfale, dove ora è affrescato un forte bagliore, vi fosse in origine il Padre Eterno. Al centro dell'arco un cartiglio una faccia d'angelo e la scritta:

### Parete destra
La cappella di sant'Eligio. Alcune scritte rivelano che originariamente la cappella fosse dedicata a san Giuseppe. Vi sono rimasti nella decorazione episodi della vita dello sposo di Maria. Alle pareti a destra si apre una finestra vera, quella della facciata, e a sinistra ne è affrescata una finta. L'altare in marmi policromi è firmato da Nicola Scotti, anno 1824. Sopra, due colonne in stucco sorreggono un timpano. Al centro è posta la pala raffigurante il Miracolo di sant'Eligio, opera di Gian Giacomo Barbelli del 1639: è una tela dai colori vivaci con al centro Eligio in abiti vescovili, alcuni palafrenieri a sinistra tengono un cavallo innervosito. Il santo contempla la Madonna col Bambino che appare sopra una nuvola con alcuni angioletti. Altre telette raffigurano il santo e sono opere di Gabriello Brunelli.

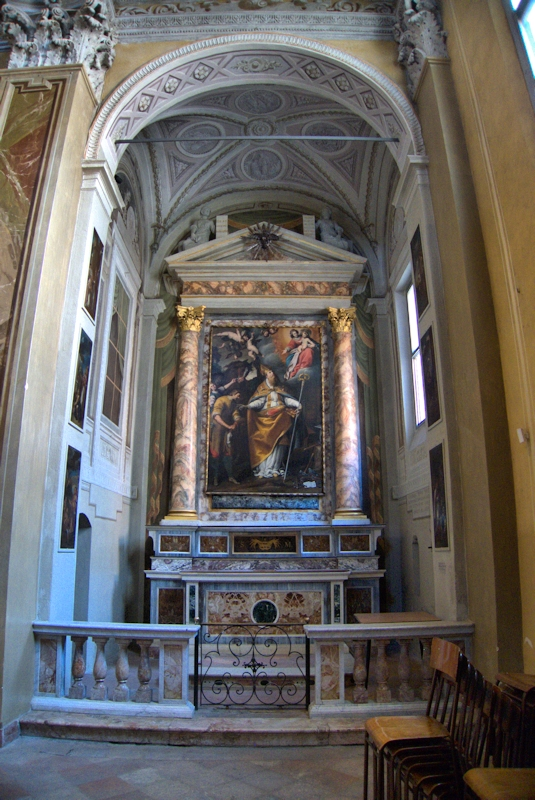
La cappella di sant'Eligio.
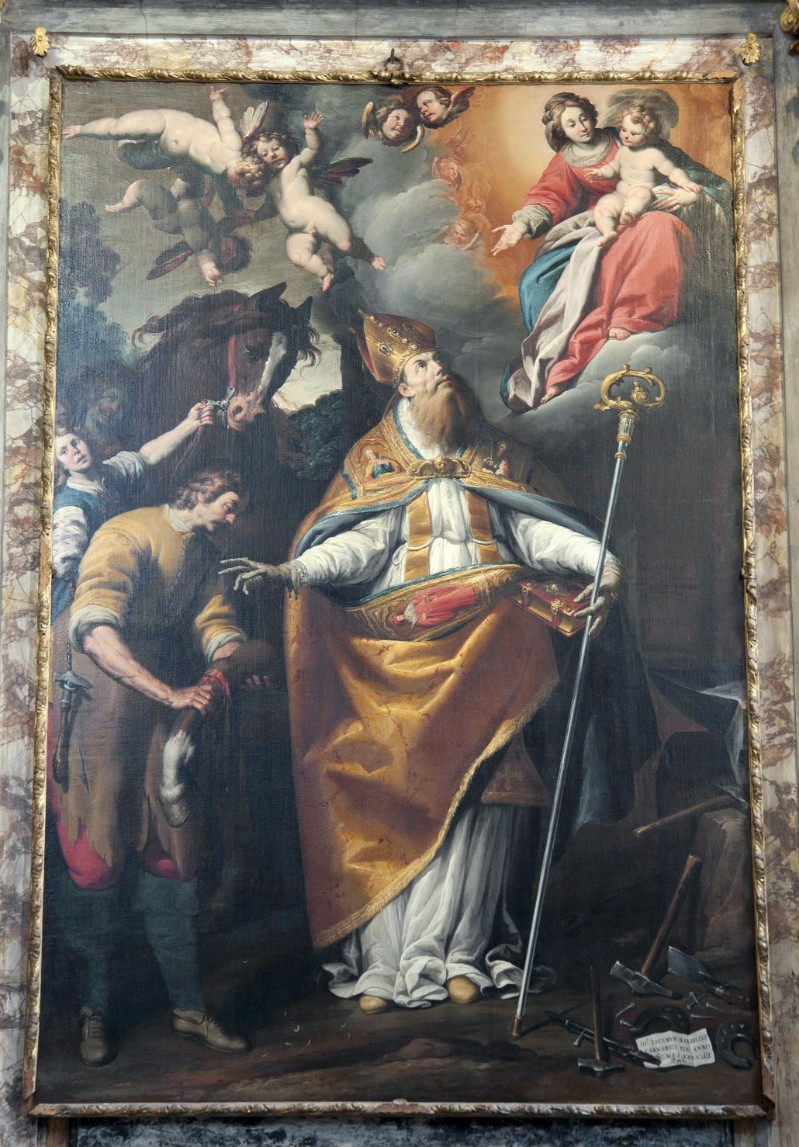
Gian Giacomo Barbelli, Miracolo di sant'Eligio, olio su tela, 1639.

La cappella del perdono d'Assisi. Dedicata in origine ai dodici apostoli, ne fu mutata l'intitolazione nel 1759 allorché fu concessa al Consorzio del Perdono d'Assisi. L'altare barocco in marmi intarsiati con angioletti in altorilievo sostiene due finte colonne che reggono una trabeazione ed un timpano arcuato sul quale appoggiano degli angeli. La pala d'altare, al centro, è una realizzazione di Mauro Picenardi, la Visione del Perdono d'Assisi con san Francesco inginocchiato che chiede a Gesù l'indulgenza. A lato di Gesù è affrescata la Madonna e la scena si completa con numerosi angioletti. Alle pareti due tele: La Madonna con il Bambino e santi. probabilmente un'opera seicentesca di autore ignoto; Sant'Eligio davanti al trono del re è una realizzazione di Gabriello Brunelli. La decorazione a tempera della cappella è ottocentesca.

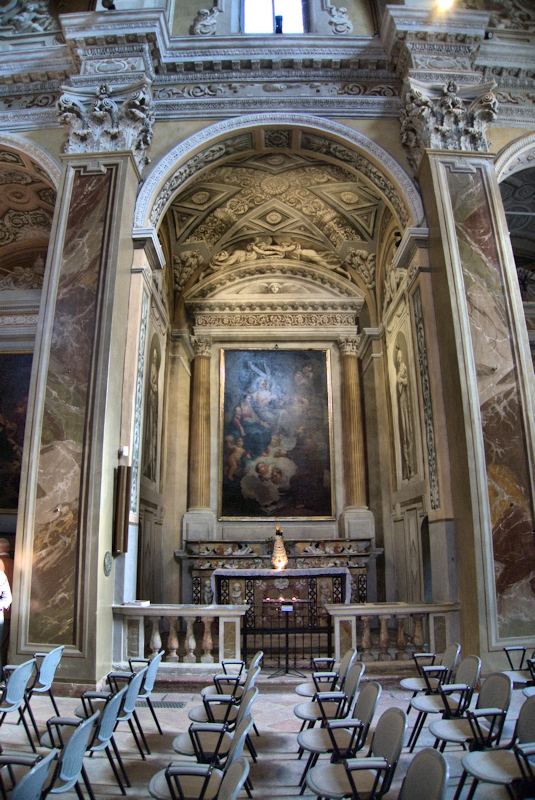
La cappella del Perdono di Assisi.
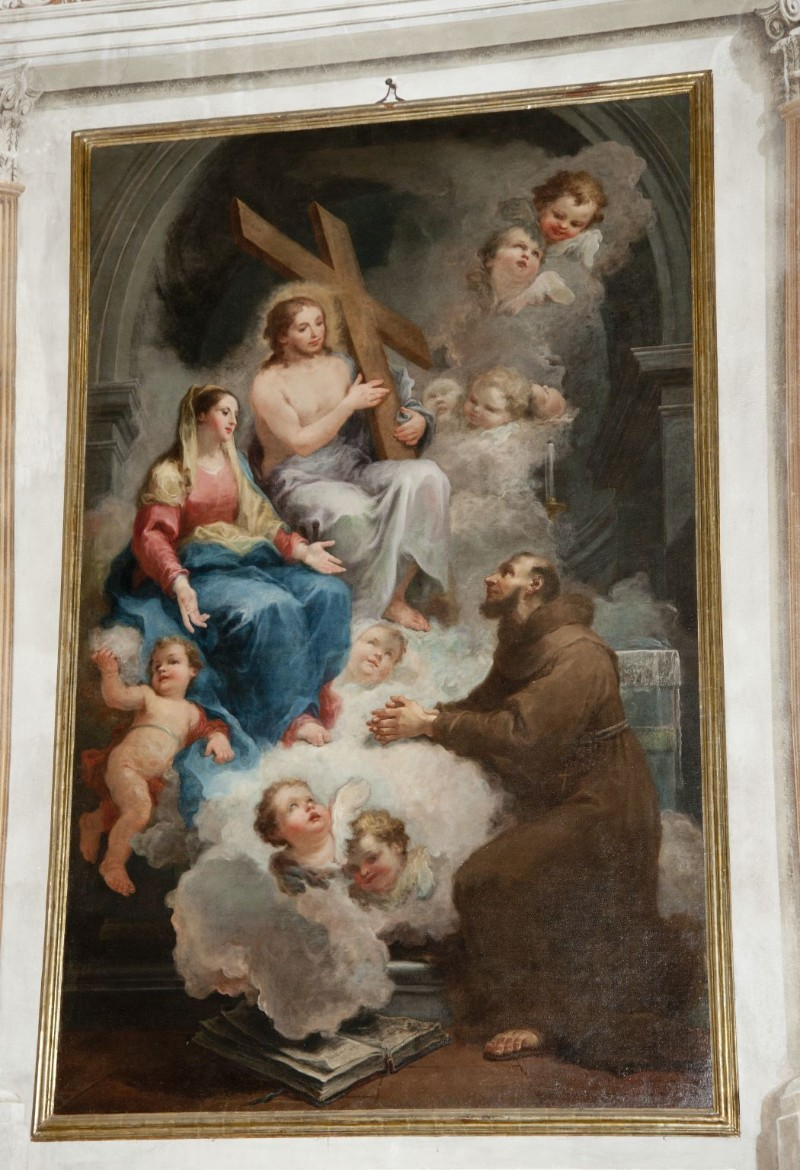
Mauro Picenardi, Visione del Perdono d'Assisi, olio su tela, ca. 1750-1799.

La cappella di san Pietro in vincoli. Inizialmente dedicata a san Francesco, quindi ai martiri giapponesi, infine a san Pietro. Presenta un altare in marmo di Verona con al centro le chiavi intrecciate. L'alzata dell'altare è dipinta con due colonne che sorreggono una trabeazione con un elaborato fregio apicale composto da pastorale, croce papale e tiara. La tela centrale è di Giovan Battista Lucini e rappresenta La liberazione di San Pietro dal carcere e risale al 1675. È un gioco di tenebre e luce, con quattro personaggi: due soldati addormentati, san Pietro che si alza appena e volge lo sguardo verso un angelo dipinto con colori forti e vivaci, quasi come se egli stesso sia fonte di luce. Alle pareti sono appese altri due quadri: La pesca miracolosa, di autore ignoto e risalente al XVII secolo, e Cristo con san Pietro e san Giovanni Evangelista, un'opera attribuita a Giovanni da Monte e proveniente dal Duomo. La decorazione pittorica è ottocentesca.

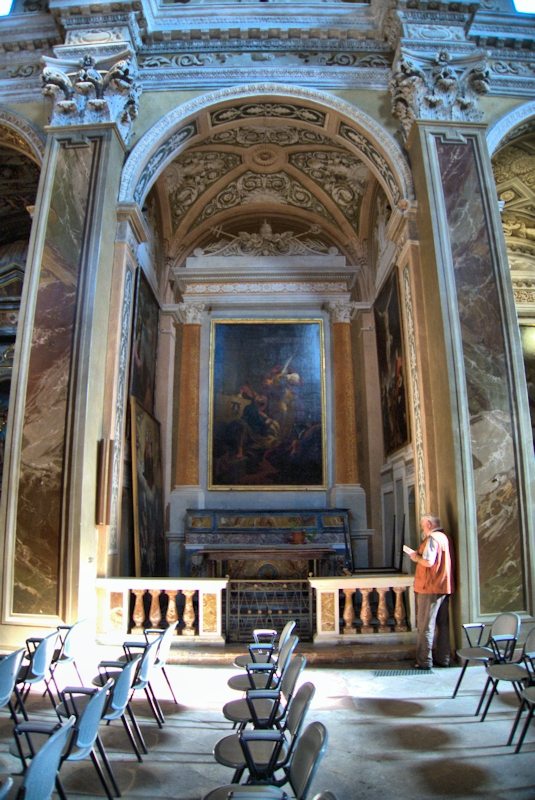
La cappella di san Pietro in vincoli.
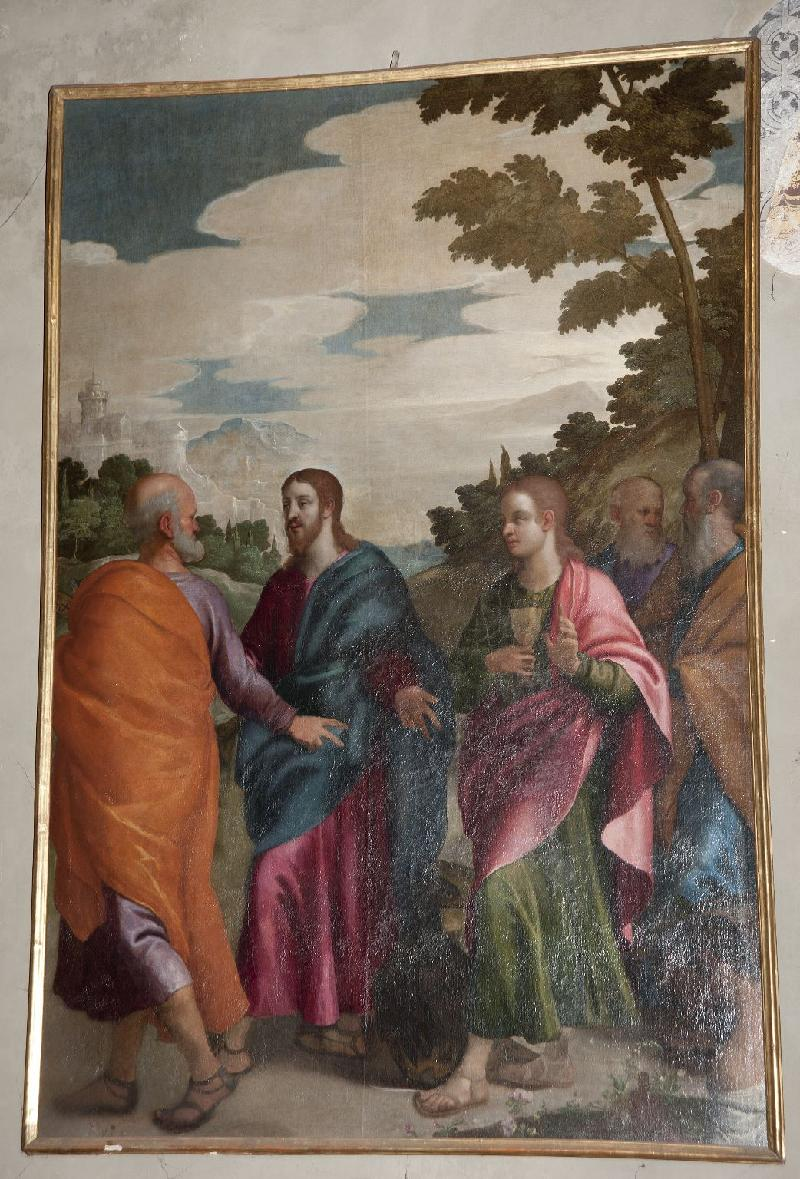
Giovanni da Monte, Cristo con san Pietro e san Giovanni Evangelista, olio su tela, ca. 1550-1574.

La cappella dell'Angelo custode. In antico era sotto il patronato del Consorzio degli angeli custodi. L'altare barocco sorregge due colonne in stucco marmorizzato che reggono un timpano con due cartigli. La nicchia conserva una statua di un Angelo con il Bambino di autore ignoto. L'apparato decorativo è opera di Tomaso Pombioli che realizzò scene bibliche con protagonisti degli angeli: Agar e l'angelo, La vocazione di Gedeone, L'angelo distrugge l'esercito di Sennacherib, L'angelo libera san Pietro dal carcere, L'angelo che ispira il profeta Abacuc, L'angelo che getta un demone nell'inferno.

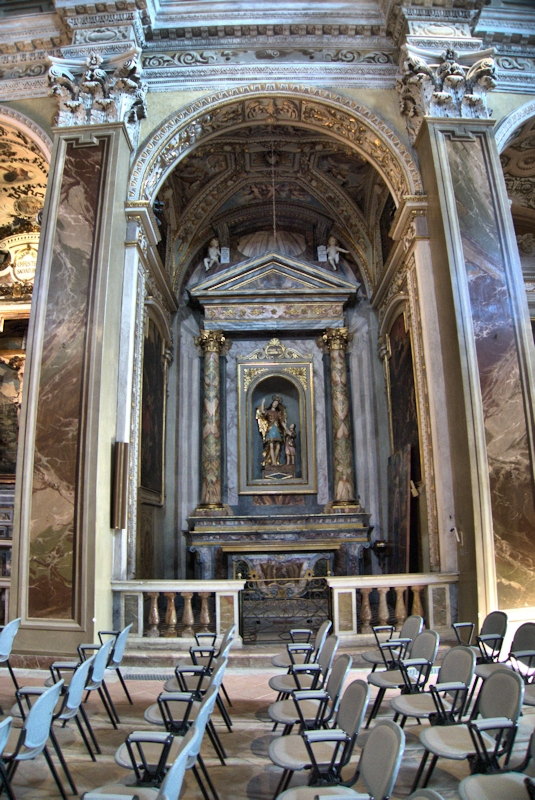
La cappella dell'Angelo custode.
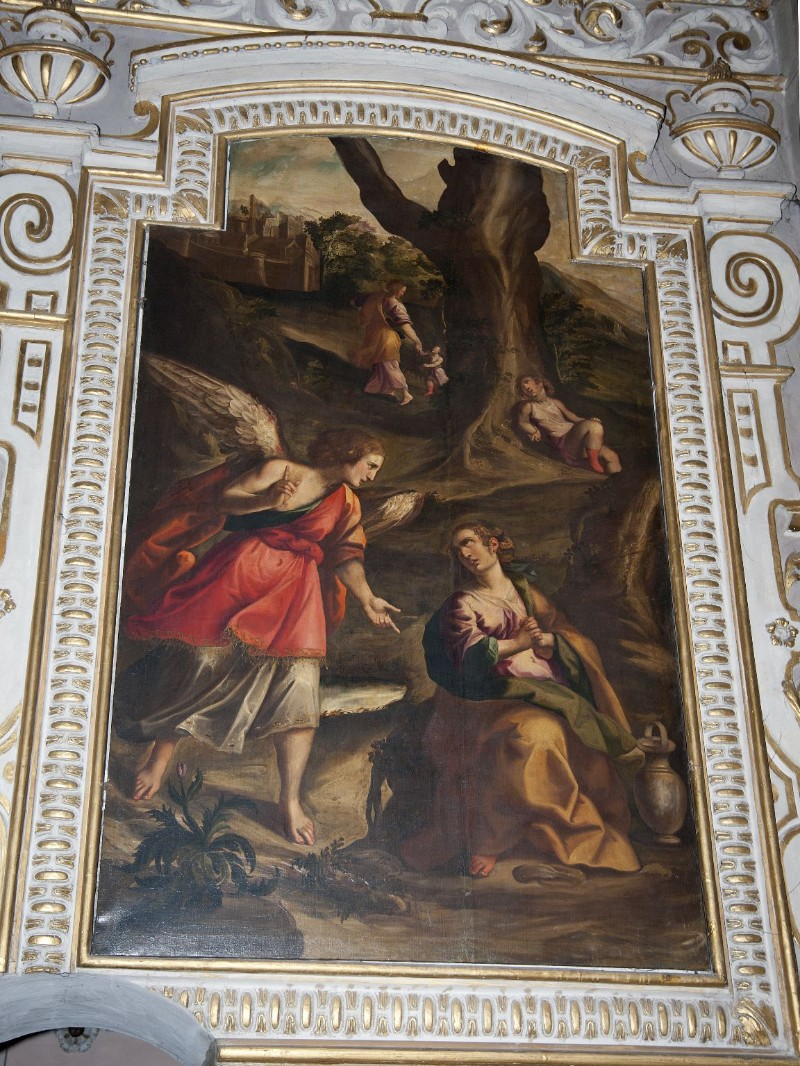
Tomaso Pombioli, Agar e l'angelo, olio su tela, ca. 1625-1636.
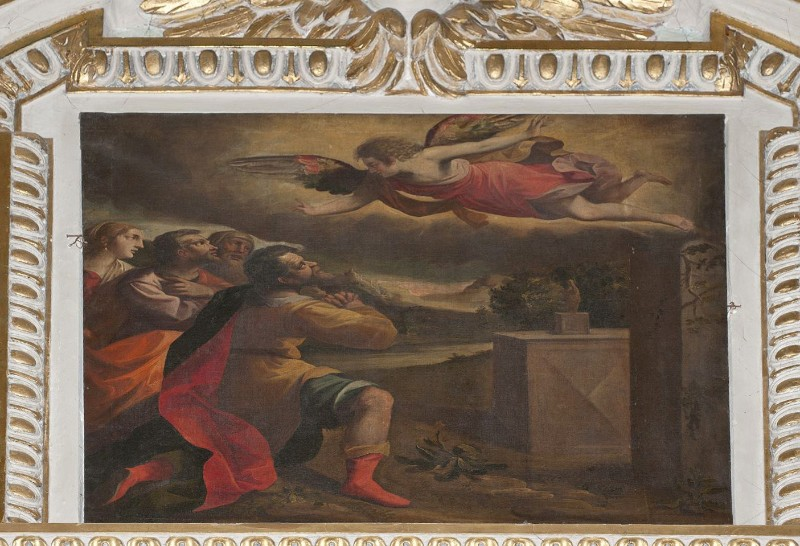
Tomaso Pombioli, La vocazione di Gedeone, olio su tela, ca. 1625-1636.
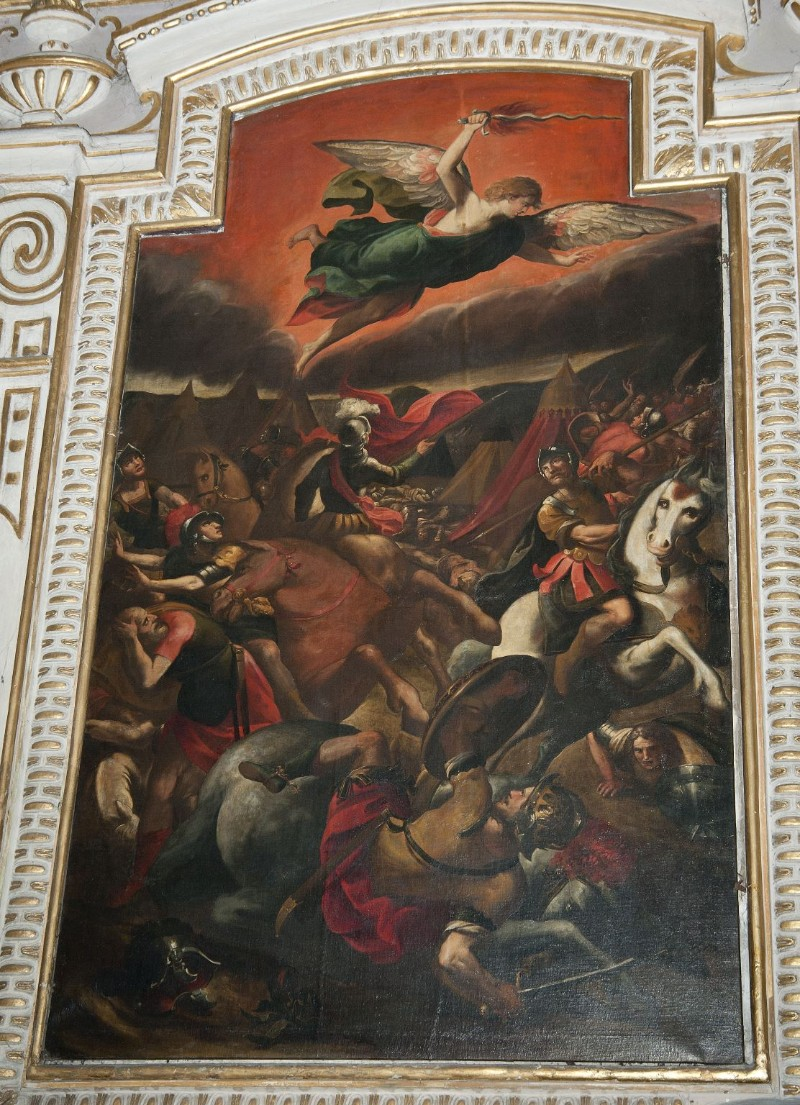
Tomaso Pombioli, L'angelo distrugge l'esercito di Sennacherib, olio su tela, ca. 1625-1636.
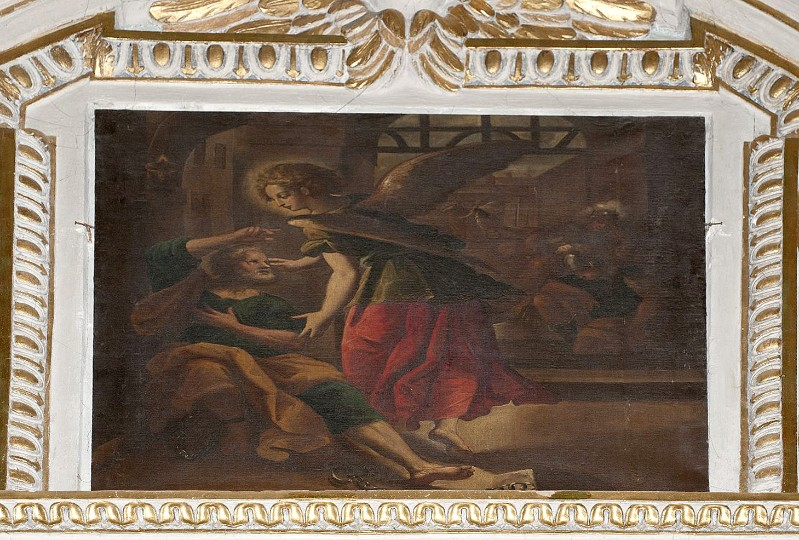
Tomaso Pombioli, L'angelo libera san Pietro dal carcere, olio su tela, ca. 1625-1636.

La cappella del santo Crocifisso. Mantiene da sempre la stessa titolazione ed un tempo era sotto il patronato della famiglia Vimercati. Sopra l'altare in marmo rosso e verde sono collocate due statue raffiguranti la Madonna addolorata e San Giovanni sovrastate dalla nicchia con il Crocifisso degli Agonizzanti, opera, quest'ultima, attribuita a Giacomo Bertesi. Le statue provengono dalla chiesa di santa Caterina, non più esistente. Stucchi ed affreschi della cappella risalgono al XVII secolo, forse realizzati da Tomaso Pombioli, e vogliono far meditare la passione e la resurrezione di Gesù con protagonisti Abramo, Isacco e Giona. Un cartiglio ricorda un restauro effettuato nel 1869.

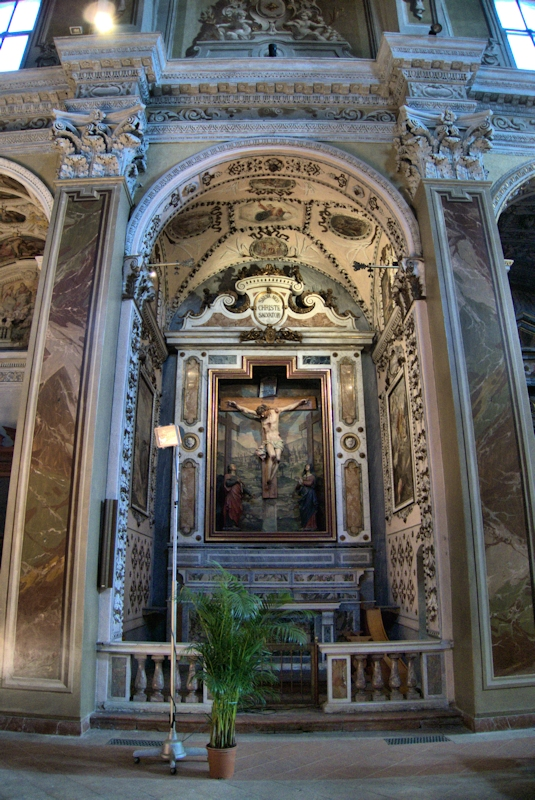
La cappella del santo Crocifissione.
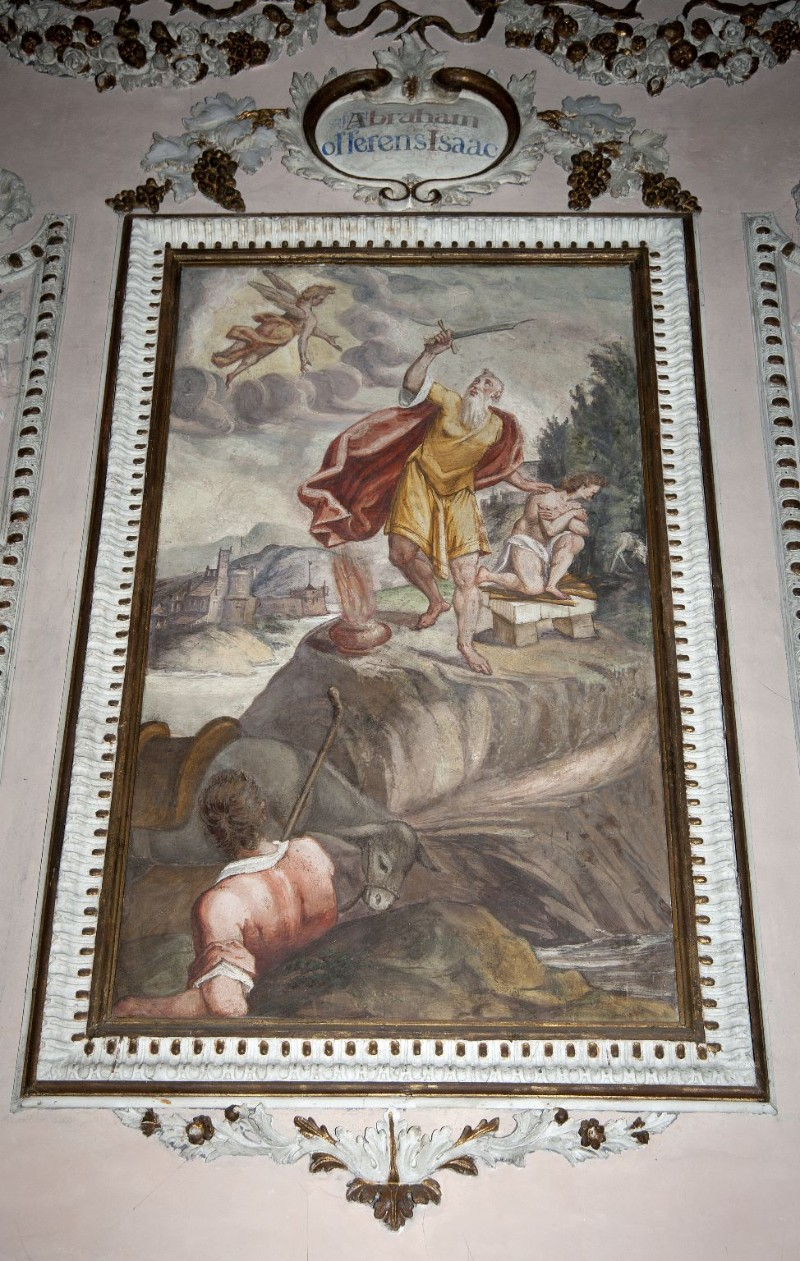
Tomaso Pombioli, Il sacrificio di Isacco, affresco, ca. 1625-1636.
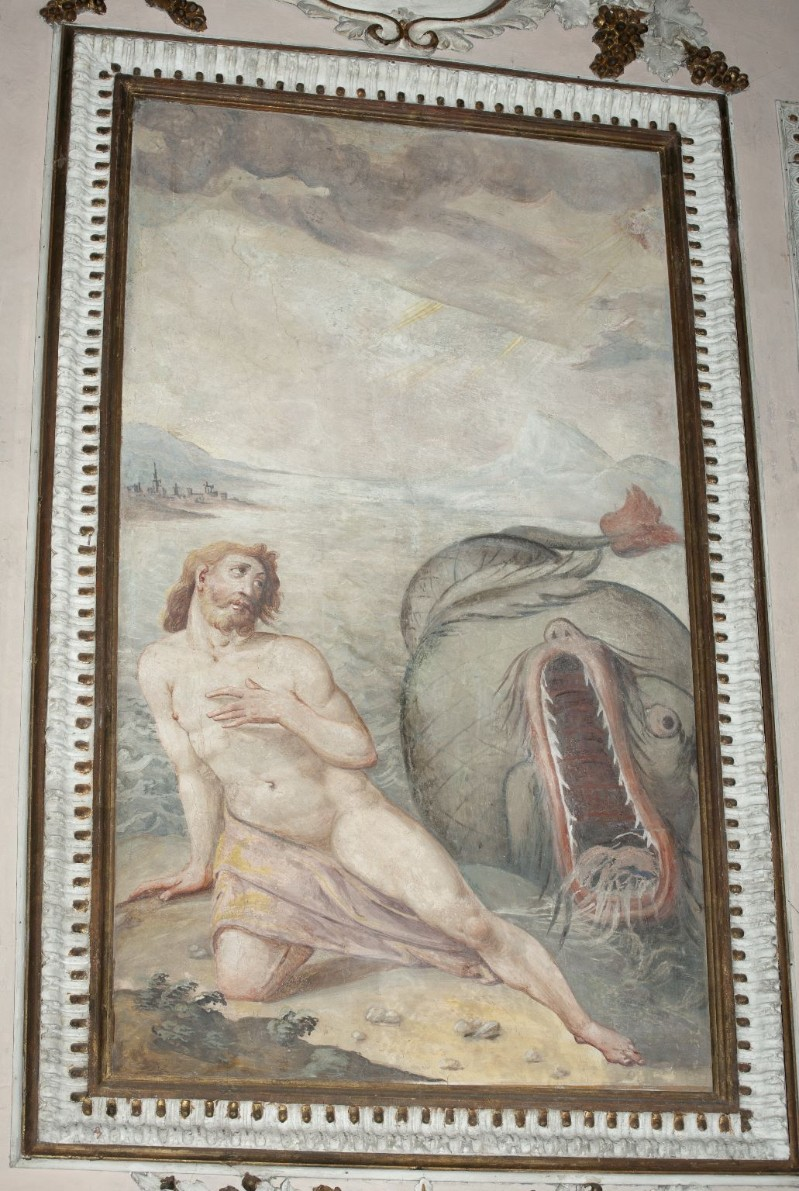
Tomaso Pombioli, Giona esce dal ventre della balena, affresco, ca. 1625-1636.

La cappella dedicata all'ordine francescano. Era una vera e propria cappella con altare e pala, ma in tempi incerti (forse nel corso del XIX secolo) fu aperto il portale laterale. Rimane intatto l'apparato decorativo attribuito a Gian Giacomo Barbelli ed è formato da riquadri affrescati con scene della vita di san Francesco: La tentazione, L'apparizione di Gesù e Maria, L'adorazione di Maria e Gesù Bambino, Il purgatorio di san Francesco (semicancellato). Sono stati dipinti anche alcuni frati francescani: san Riccardo vescovo, san Pietro, sant'Omobono, san Leo, san Corrado, beato Tommaso, san Rocco, san Eleazaro, san Lodovico re, sant'Ivo. Sono presenti anche quattro donne: beata Giovanna, santa Elisabetta d'Ungheria, santa Elisabetta imperatrice, beata Margherita.

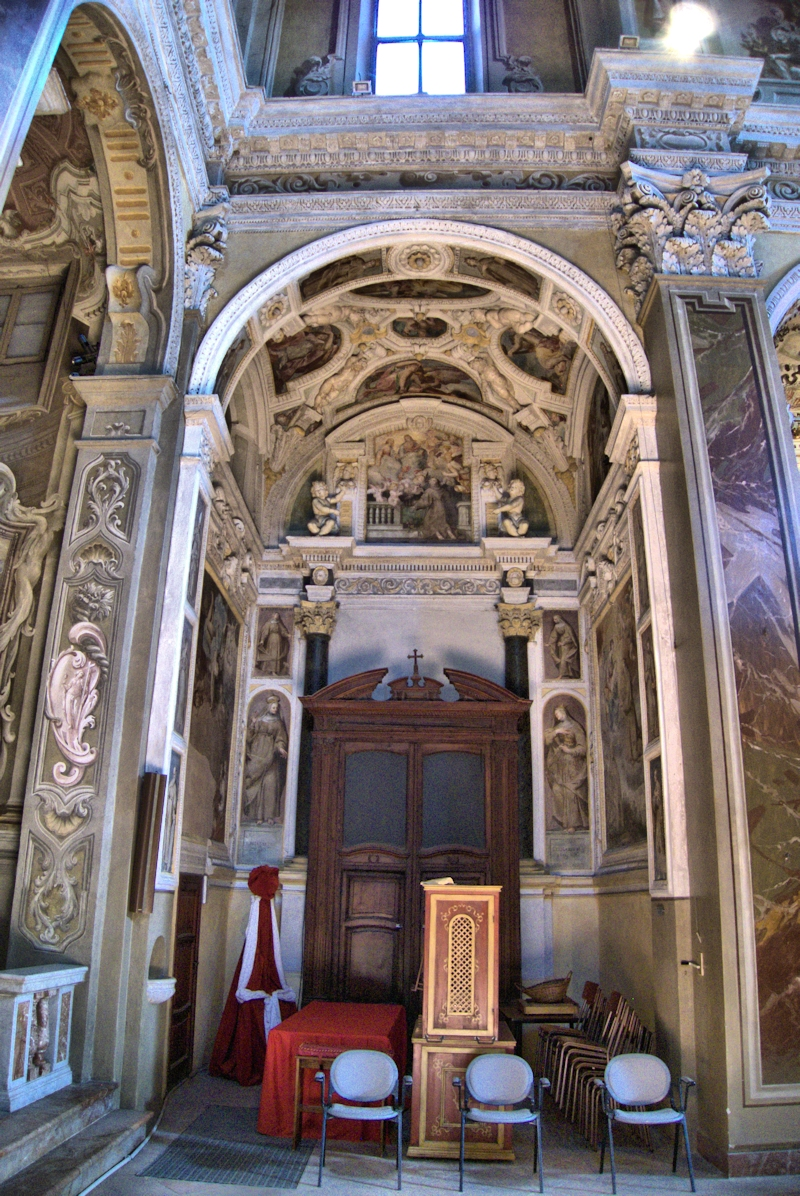
La cappella dell'ordine francescano.

### La controfacciata
Sulla controfacciata sono murate alcune epigrafi commemorative, ma fa da padrone per collocazione la cassa dell'organo del 1647 realizzato per volontà del Consorzio della Misericordia e proveniente dal duomo. Si tratta di un'opera molto elaborata, una realizzazione di Peranda da Caravaggio, in legno traforato, dipinto, scolpito e dorato. La cassa è collocata in centro, sopra la bussola d'ingresso in legno di noce del XVIII secolo.